# Port de Rotterdam
Le port de Rotterdam (Haven van Rotterdam en néerlandais) est en 2015 le huitième port du monde quant au trafic total, le onzième mondial pour le trafic de conteneurs et le plus grand port européen avec 12,3 millions d'EVP et 444 millions de tonnes de marchandises traitées, soit près de 15 tonnes de marchandises par seconde.
Le port de Rotterdam est situé sur la façade nord-ouest de l'Europe, il est le principal port de la rangée nord-européen (de l'anglais Northern Range, la façade maritime qui va du port du Havre à celui de Hambourg) ; c'est une vaste zone industrialo-portuaire bordant la principale embouchure du Rhin, reliée à un Hinterland (un arrière-pays qui reçoit et qui approvisionne le port en marchandises) couvrant toute la vallée du Rhin et de ses affluents. Il mesure 42 km de long jusqu'à la mer du Nord et couvre 124 km2. Ce port est en constant développement depuis le XIIe siècle (nouveaux bassins, zones industrielles, terre-pleins, voies de communications...).
Chaque année, au mois de septembre, les Journées portuaires mondiales ont lieu dans le port de Rotterdam. Cet événement permet de découvrir le port de plus près.

## Situation

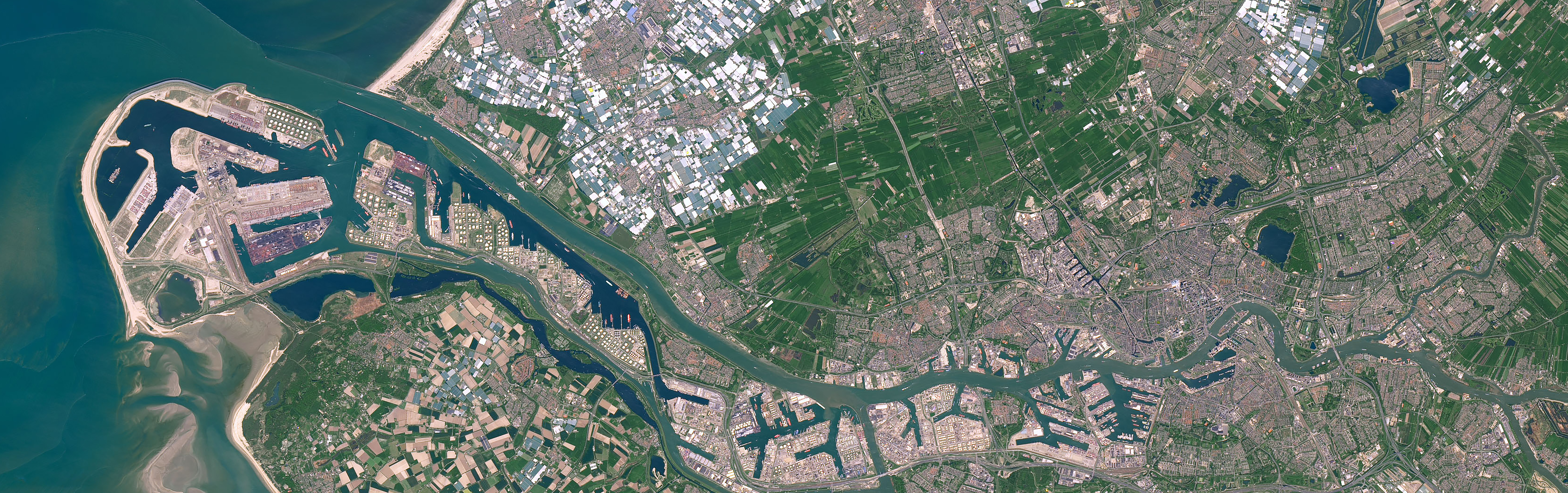
Image satellite du port de Rotterdam en 2016. Le centre de la ville de Rotterdam est au bord à droite, le port s'étend sur 42 km d'est en ouest. À gauche, se distinguent les terre-pleins du Maasvlakte gagnés sur la mer.

Le port de Rotterdam est situé directement sur la mer du Nord et est librement accessible 24 heures par jour, sans obstacles (écluse ou pont, du moins jusqu'au pont Érasme) ni restriction de marée. Seuls quelques pétroliers et minéraliers avec un tirant d'eau allant jusqu'à 23 mètres doivent tenir compte des marées avant de s'engager dans le chenal.
Le chenal Eurogeul, creusé dans la mer du Nord avec une profondeur d'au moins 25 mètres (profondeur minimale à la plus faible marée astronomique), permet aux navires de haute mer d'accoster ; seul le terminal minéralier de Ponta da Madeira (au Brésil) dispose d'un chenal d'accès aussi profond.
En géographie, un port est vu comme une interface maritime permettant les échanges entre deux espaces ou zones d'influence, son Foreland (« avant-pays ») et son Hinterland (« arrière-pays ») : ces deux notions théoriques sont particulièrement développés pour le cas de Rotterdam, grâce à sa localisation et sa taille, en faisant un des principaux ports mondiaux. Dans le monde, environ 1 000 ports ont des liaisons avec Rotterdam, dont 500 par lignes régulières. Sur les courtes distances, le cabotage et le trafic fluvial relient Rotterdam aux autres ports européens de la mer du Nord, des îles britanniques et de la mer Baltique. Sur les longues distances, Rotterdam est notamment relié aux ports brésiliens, africains et moyen-orientaux qui l'approvisionnent en matières premières (essentiellement du pétrole, du gaz, du minerai de fer et du charbon), ainsi qu'aux ports d'Amérique du Nord et surtout d'Extrême-Orient pour les échanges conteneurisés.
L'arrière-pays de Rotterdam couvre toute la vallée du Rhin et de ses affluents (c'est-à-dire le cœur de la dorsale européenne), en concurrence avec les autres ports de la Northern Range (notamment ceux d'Anvers et de Hambourg). Grâce à Rotterdam, 150 millions de consommateurs (dans un rayon de 500 kilomètres du port) ont accès au monde entier ; ces clients potentiels peuvent être atteints dans les 24 heures par la route, le rail, les voies navigables (le Rhin et les canaux) et les pipelines (oléoducs et gazoducs).

## Historique
Rotterdam a été d'abord un port de fond d'estuaire, avant de se développer progressivement vers l'aval pour rejoindre le littoral.

### Vieux port
Le port de Rotterdam remonterait au XIIe siècle, établi à la confluence de la Binnenrotte (nom de la partie urbaine de la Rotte) avec la Nouvelle Meuse : ce port était alors à 40 km du littoral de la mer du Nord, au fond d'une des embouchures du delta commun au Rhin et à la Meuse (l'embouchure elle-même s'appelait la « Bouche de la Meuse », à sept kilomètres au sud de l'embouchure actuelle). Cet emplacement en fond d'estuaire a deux avantages : d'une part il protège le port de l'instabilité du littoral sableux, la mer remodelant le tracé des îles à chaque tempête, d'autre part le cours d'eau assure ainsi un minimum de profondeur d'eau.
Comme la ville de Rotterdam était une petite ville, le port est d'abord très modeste, servant d'abri, puis de port de pêche et de marchandises. Les activités militaires s'y installèrent plus tardivement (à partir du XVIe siècle) avec notamment un arsenal dépendant de l'Amirauté de Rotterdam. Au début de l'époque moderne, le bassin du Haringvliet est creusé, puis des quais sont aménagés directement sur la rive de la Nouvelle Meuse. Au début du XIXe siècle, les connexions entre Rotterdam et la mer du Nord étaient encore difficiles, l'estuaire étant encombré par de nombreux bancs et des îles. Les navires devaient notamment contourner l'île de Voorne-Putten (la grande île au sud-ouest de Rotterdam, sur laquelle se trouve Brielle) pour rejoindre le port, ce qui pouvait prendre plusieurs jours.

### Port négrier
Avec 126 expéditions de commerce triangulaire, Rotterdam est un important port négrier d'Europe. Pour ce qui est des Provinces-Unis, il se positionne derrière les ports de Zélande (688 expéditions) et d'Amsterdam (210 expéditions). Les navires partaient alors vers les forts de traite en Afrique pour s'approvisionner en esclaves, qu'ils revendaient ensuite aux colonies néerlandaises des Amériques, avant de rapporter les produits des plantations en Europe.

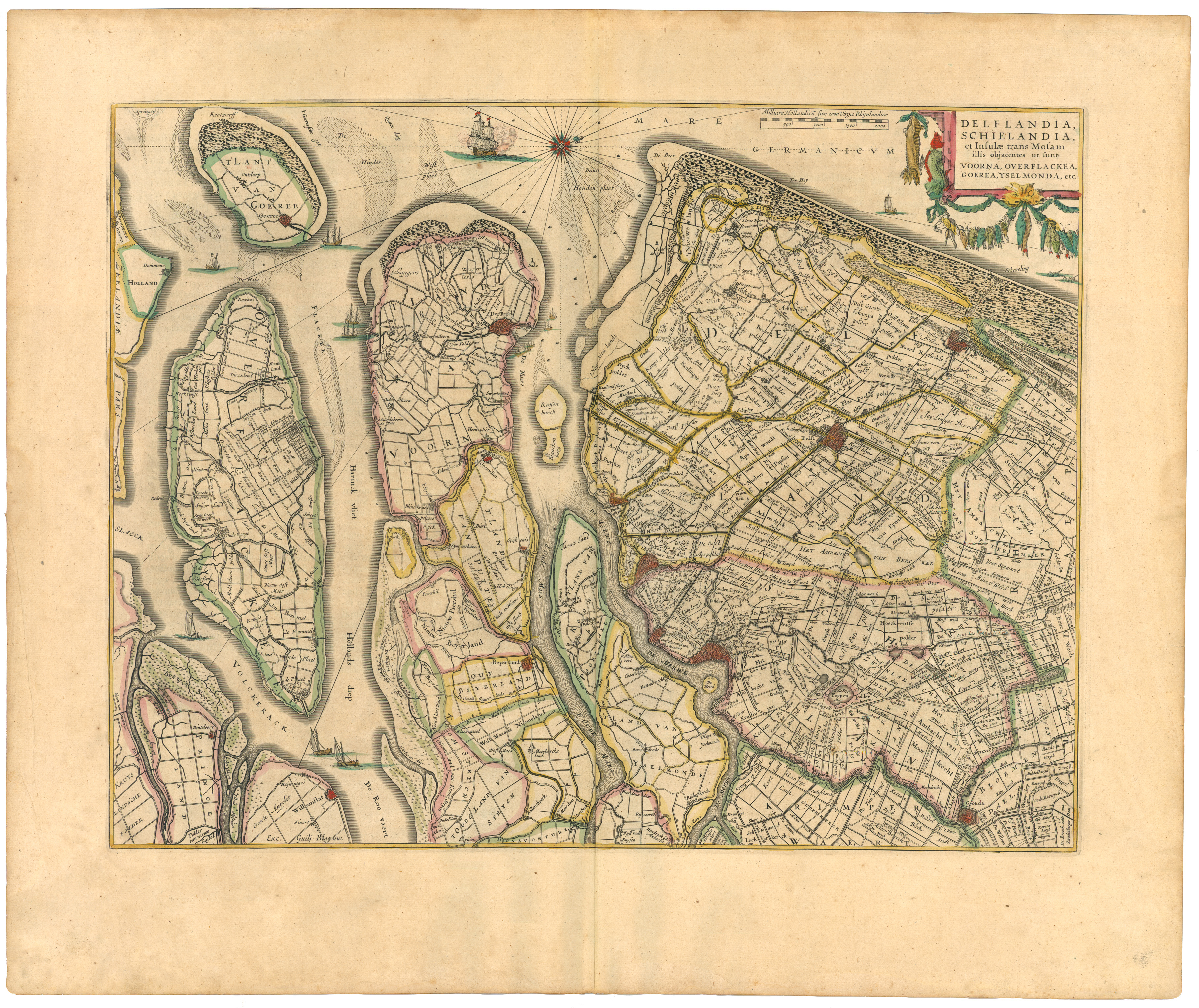
Plan d'une partie du delta en 1645 : Rotterdam se trouve au fond de l'estuaire le plus au nord (ici, à droite) du delta.
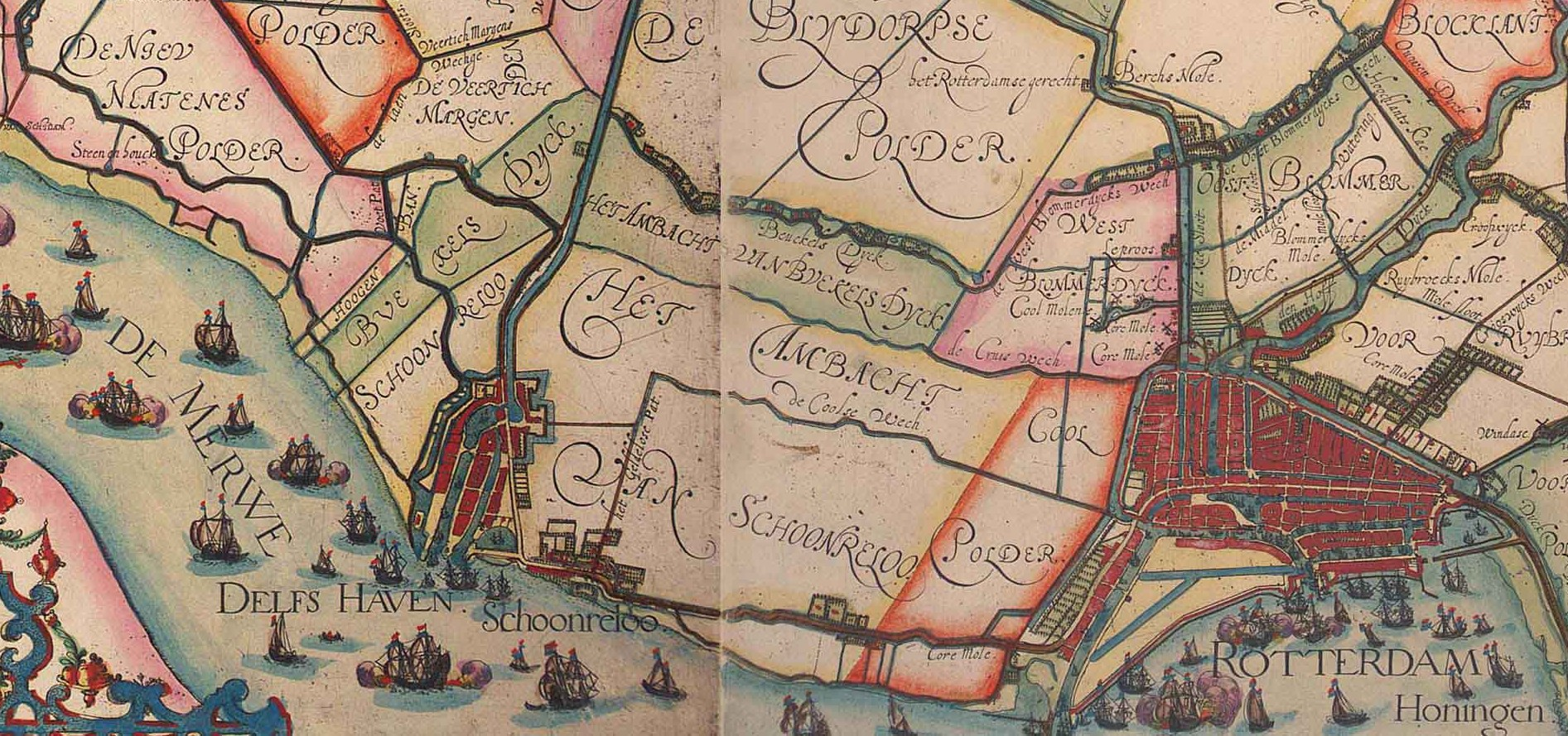
Rotterdam (à droite) et sa rivale Delfshaven (à gauche, plus en aval) en 1611.
Plan de la ville de Rotterdam en 1690, montrant le Oude Haven.
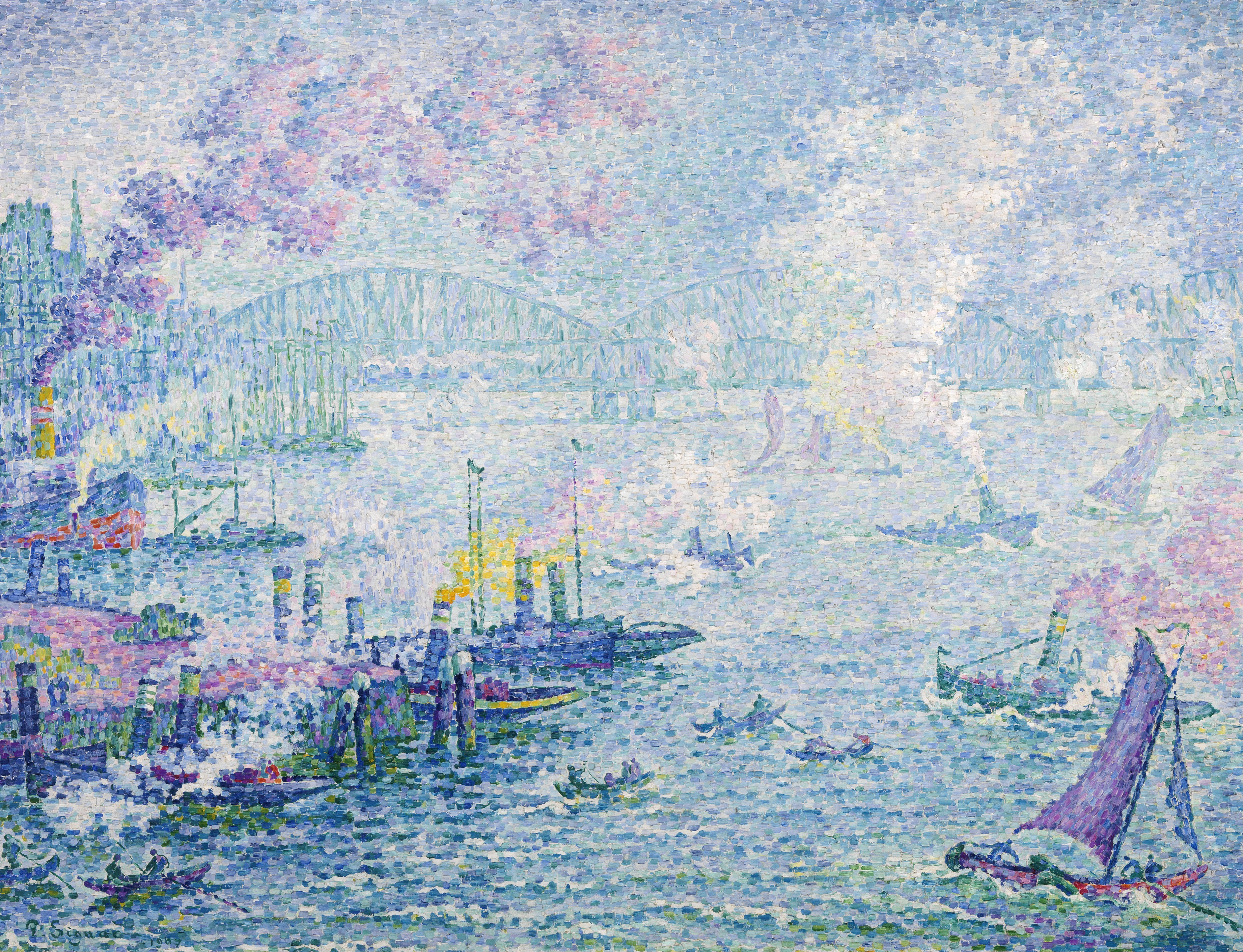
Paul Signac, Le port de Rotterdam, 1907

### XIXesiècle

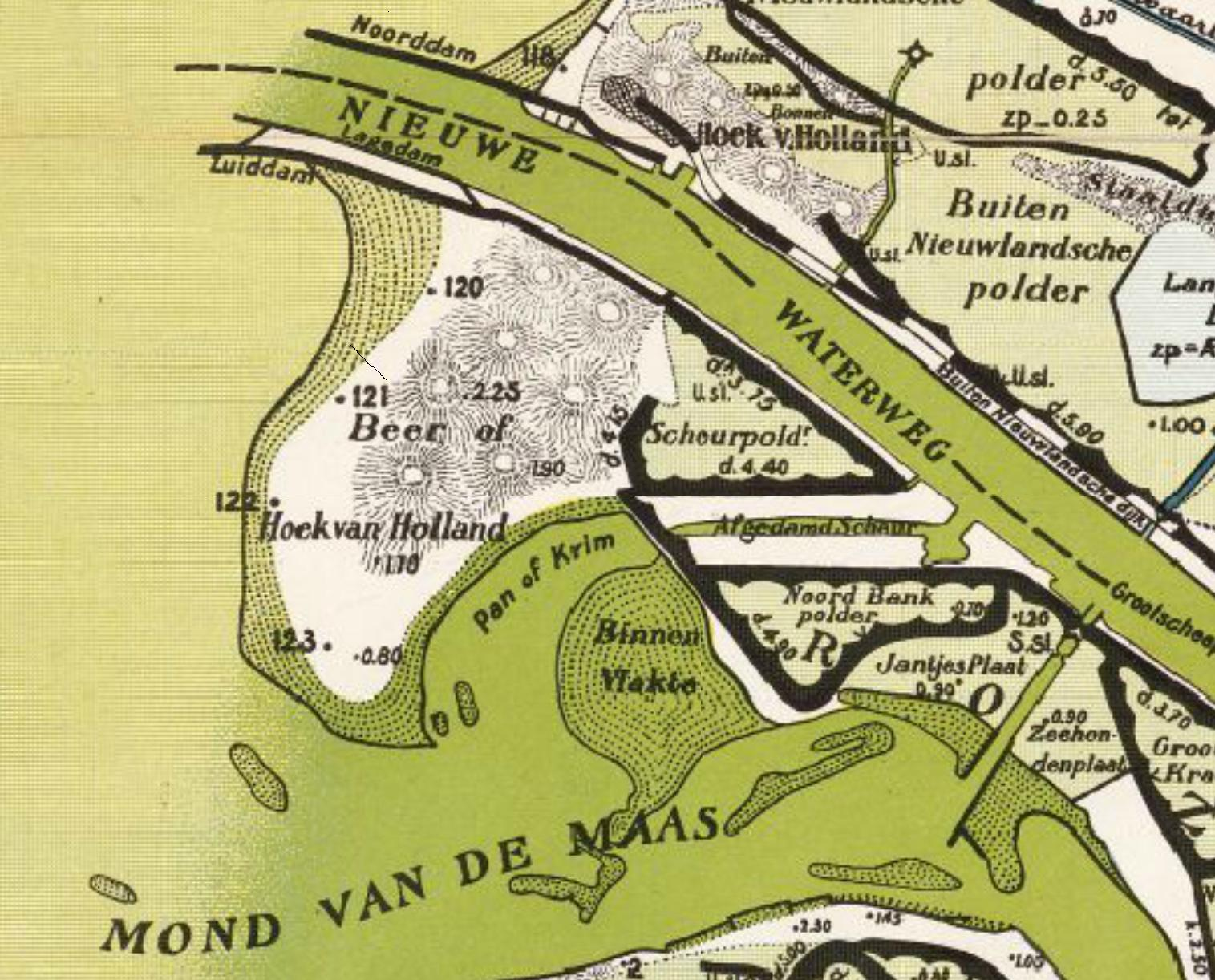
Maasmond, embouchure de la Nieuwe Waterweg au niveau de Hoek van Holland en 1910.

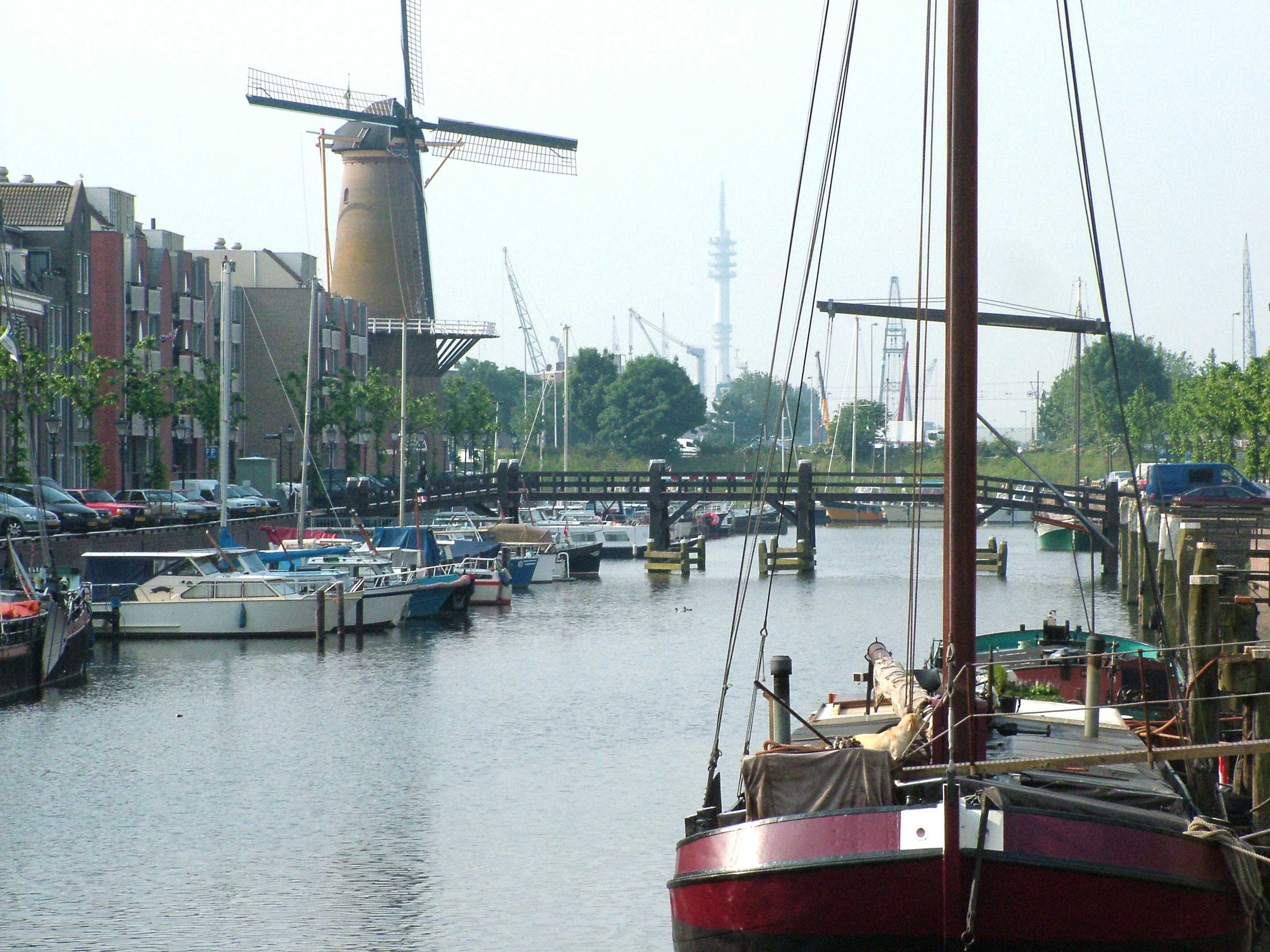
Les bassins de Delfshaven, aujourd'hui transformés en port de plaisance.

Dès la première moitié du XIXe siècle, les activités portuaires se sont déplacées vers l'ouest, c'est-à-dire du centre-ville en amont vers la mer du Nord en aval. Le développement du trafic, d'une part entre l'Angleterre et l'Allemagne et d'autre part entre les Pays-Bas et leurs colonies (notamment les Indes orientales néerlandaises, c'est-à-dire l'actuelle Indonésie), nécessite d'aménager des installations plus vastes que celles du Vieux-Port : les nouveaux bassins sont creusés sur la rive droite à Delfshaven (le « port de Delft ») ainsi que sur la rive gauche avec le Rijnhaven (le « port du Rhin ») et le Maashaven (le « port de la Meuse ») sur l'IJsselmonde (l'île entre la Nouvelle Meuse et la Vieille Meuse).
Pour pouvoir accueillir des navires encore plus grands alors que l'embouchure est ensablée, les Néerlandais creusent de 1866 à 1872 un canal à travers le banc du Hoek van Holland (le « coin de la Hollande »), puis à partir de 1877 draguent un chenal dans la Scheur. L'ensemble est baptisé le Nieuwe Waterweg (la « nouvelle voie navigable »), servant de nouvelle embouchure au Rhin et à la Meuse, s'approfondissant naturellement grâce au courant de l'eau.
Les communes (et anciens ports concurrents) bordant la voie d'eau sont progressivement annexées à la municipalité de Rotterdam : c'est le cas de Delfshaven en 1886 et de Charlois en 1895.

### Début duXXesiècle

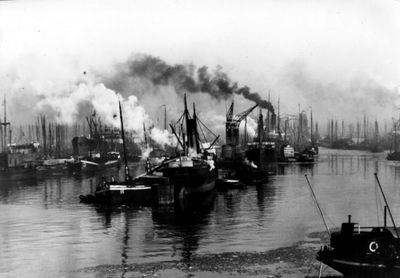
Le Maashaven en 1906, rempli de cargos à vapeur.

Pendant l'entre-deux-guerres, le développement du port se poursuit vers l'aval, avec sur la rive droite les bassins de Schiedam (à partir de 1920) et sur la rive gauche les bassins du port du Waal (Waalhaven) et de l’Eemhaven (le « port de l'Eem »). Ces installations sont spécialisées dans l'accueil des cargos polyvalents et dans la construction navale (avec les chantiers de la RDM : la Rotterdamsche Droogdok Maatschappij).
L'importation de pétrole provenant de Sumatra nécessite son raffinage à son arrivée au port, d'où l'aménagement sur la rive gauche dans la partie occidentale de l'île d'IJsselmonde, à l'ouest de Pernis, de darses spécialisées (formant un terminal pétrolier) : le premier port Pétrolier (Eerste Petroleumhaven) creusé entre 1929 et 1933 et le deuxième port Pétrolier (Tweede Petroleumhaven) entre 1938 et 1940, approvisionnant la raffinerie de la Koninklijke Olie (« royale de pétrole »), l'actuelle Shell. La raffinerie de Shell-Pernis est encore actuellement une des plus importantes d'Europe, s'étendant sur 400 hectares. Des industries chimiques s'installent aussi sur la rive droite, à Flardingue.
De nouvelles communes sont annexées par Rotterdam : Pernis en 1934 et IJsselmonde en 1941. De 1937 à 1942, le Maastunnel est construit au fond de la Nouvelle Meuse pour éviter de construire un pont (qui gênerait la navigation). Le port subit comme la ville le bombardement allemand du 14 mai 1940, avant de cesser presque toute activité à cause du blocus allié jusqu'en mai 1945.
|                    | 1900  | 1905  | 1910  | 1915  | 1920  | 1925   | 1930   | 1935   | 1939   | 1940  | 1944 | 1945  |
| Nombre de navires  | 7 362 | 8 302 | 9 630 | 3 760 | 5 992 | 11 124 | 12 350 | 11 203 | 12 026 | 1 400 | 159  | 1 344 |
| Millions de tonnes | 12,04 | 17,76 | 22,87 | 9,4   | 11,91 | 29,5   | 35,09  | 28,19  | 33,23  | 4,44  | 0,65 | 2,38  |

### Seconde partie duXXesiècle

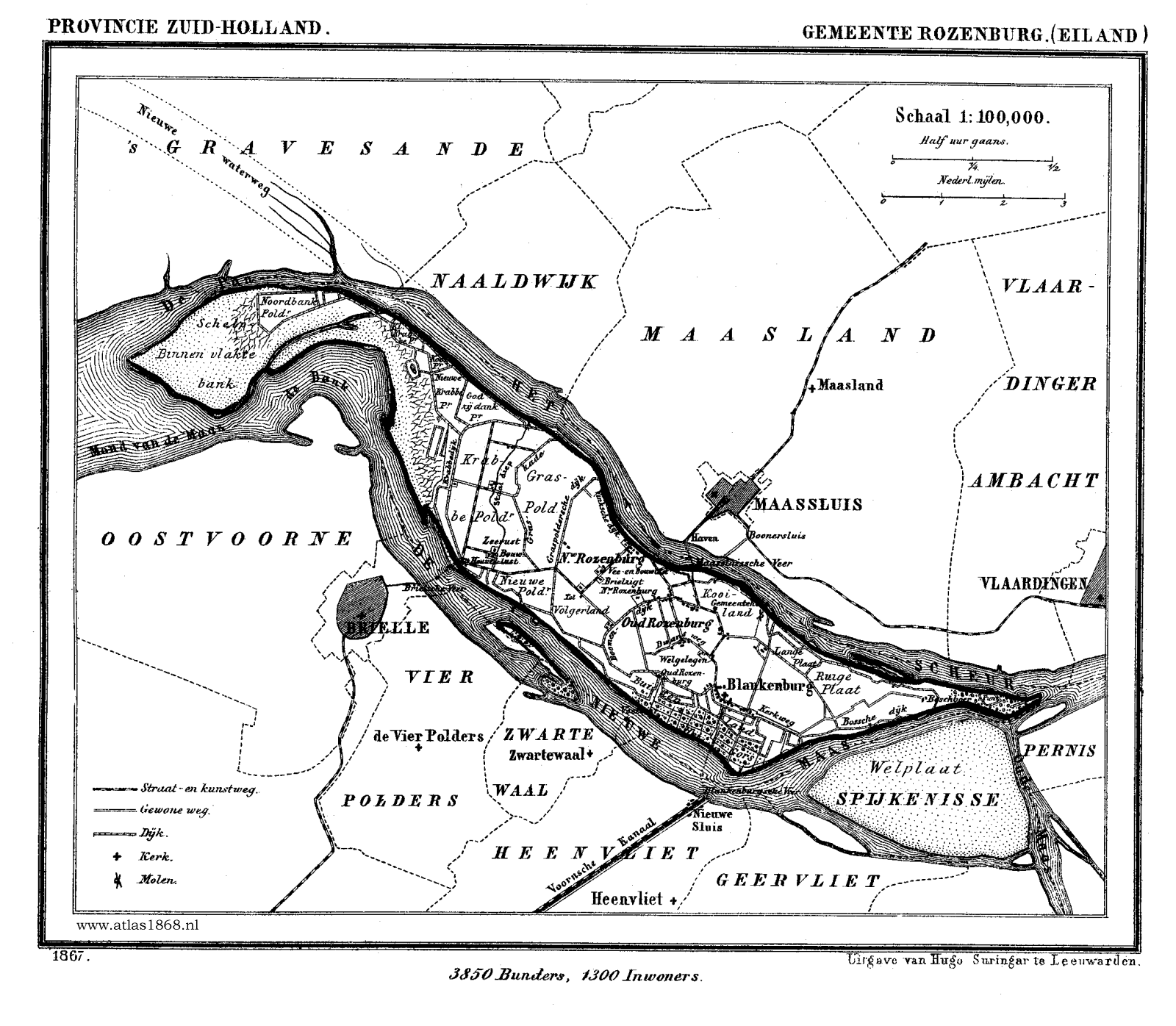
L'île de Rozenburg avant sa transformation : le village de Blankenburg a depuis été rasé, des bassins ont été creusés et les raffineries occupent désormais presque toute la place.

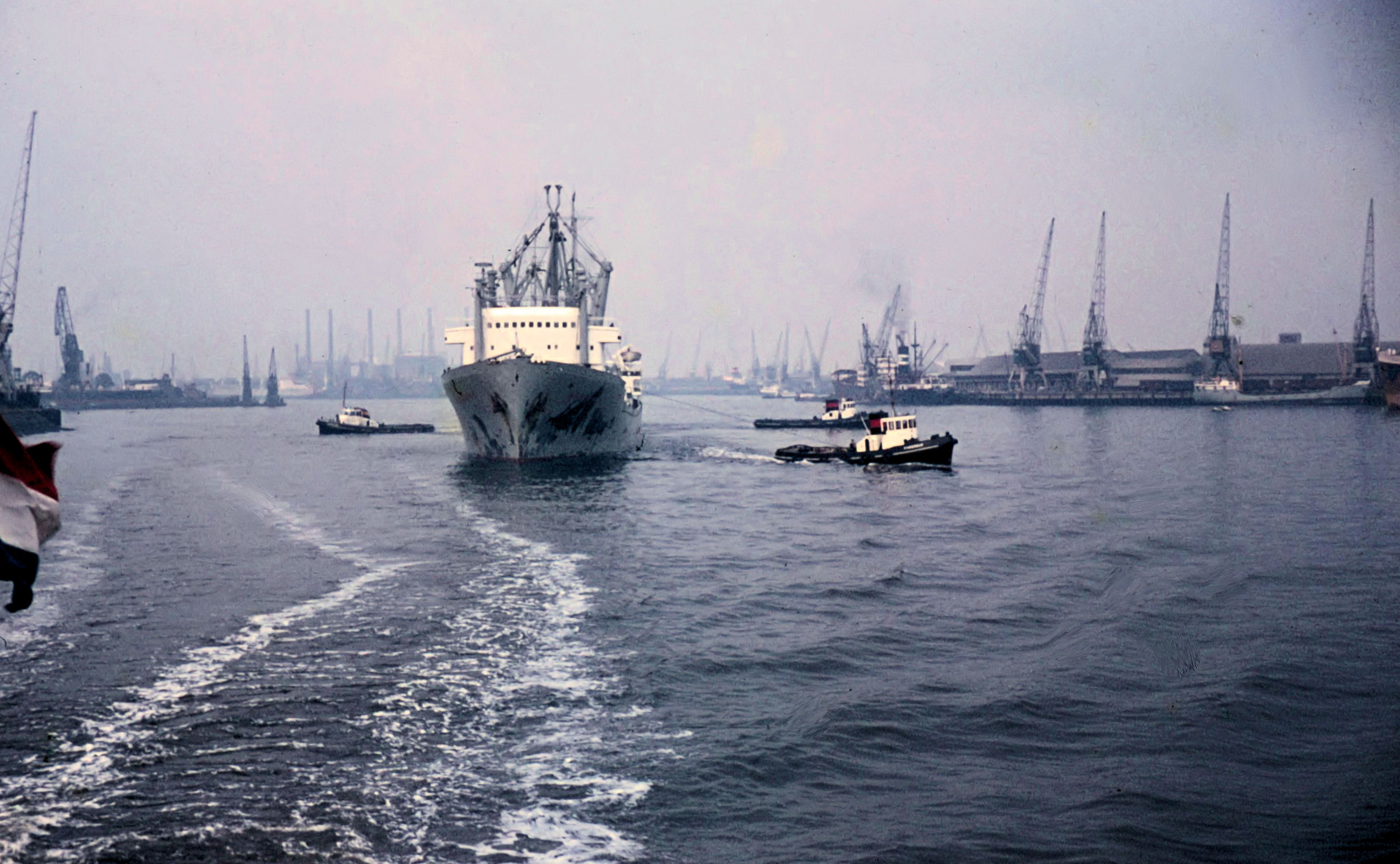
Vue partielle du port de Rotterdam en 1962.

Rotterdam se spécialise après 1945 dans l'importation et la transformation du pétrole, concentrant la totalité de l'importation du brut des Pays-Bas. Le stockage, le raffinage et la pétrochimie ayant besoin de beaucoup de place, l'étape suivante du développement du port vers l'aval a lieu de 1946 à 1960 en aval de la confluence entre la Vieille Meuse et la Nouvelle Meuse (qui forment à partir de cet endroit la Scheur), sur la partie orientale de l'île de Rozenburg : cette partie du port est organisée autour du bassin du Botlek. L'autre partie de l'île, à l'ouest de Rozenburg, est à son tour utilisée pour l'aménagement de 1957 à 1971 d'une zone industrialo-portuaire baptisée Europoort (« porte de l'Europe »), après l'expropriation du village de Blankenburg. Pour garantir son accès, sont creusés le canal Caland au nord pour la navigation hauturière (notamment les gros pétroliers) et le canal Hartel, creusé en 1962-1973 (à l'emplacement de la Brielse Meer) au sud pour la navigation fluviale (les péniches et les barges).
Le littoral de la mer du Nord ayant été atteint, le moyen choisi pour obtenir de la place supplémentaire est d'élever des terre-pleins en pleine mer, sur la rive gauche : construits de 1966 à 2000, cet ensemble s'appelle Maasvlakte (« plaine de la Meuse »). Si à l'origine il était destiné à accueillir un complexe sidérurgique, il a un terminal pétrolier depuis 1972 puis des terminaux conteneurs depuis 1984. Un chenal maritime appelé l’Eurogeul a été creusé et approfondi à partir de 1970 ; il est actuellement long de 65 kilomètres et profond de 25 mètres (maximum par rapport au NAP).

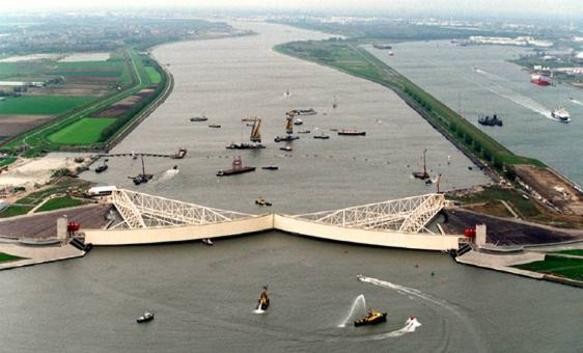
Le Maeslantkering fermé.

Pour relier les différentes îles industrialisées et les rives entre elles, plusieurs tunnels et ponts sont aménagés pour franchir les cours d'eau : le Beneluxtunnel (pour l'autoroute A4 et la ligne de métro C) en 1967, le Botlektunnel (nl) (pour l'A15) en 1980 et le Willemsspoortunnel (pour la LGV néerlandaise) en 1993. Pour relier le Botlek à Pernis, le Botlekbrug (nl) (« pont de Botlek ») fut construit en 1955. Quant à la partie la plus en amont, des ponts à haubans sont préférés pour laisser un maximum de tirant d'air : le Willemsbrug est reconstruit en 1981, le pont Érasme est achevé en 1996. Dans le cadre du Plan Delta, une série d'aménagements ont été construits pour protéger l'amont d'une inondation maritime en cas de marée haute lors d'une tempête, avec une forte digue (l’Europoortkering) et deux barrages mobiles :
- le Maeslantkering (construit en 1988-1997), capable de fermer le Nieuwe Waterweg ;
- le Hartelkering (construit en 1991-1997), capable de fermer le canal Hartel.

|                    | 1950   | 1955   | 1960   | 1965   | 1970   | 1975   | 1980   | 1985   | 1990   | 1995   |
| Nombre de navires  | 12 883 | 20 348 | 24 344 | 28 103 | 31 867 | 32 499 | 31 187 | 31 457 | 32 165 | 29 319 |
| Millions de tonnes | 29,68  | 66,21  | 83,4   | 122,7  | 225,79 | 270,16 | 276,81 | 250,66 | 287,86 | 293,35 |

### XXIesiècle

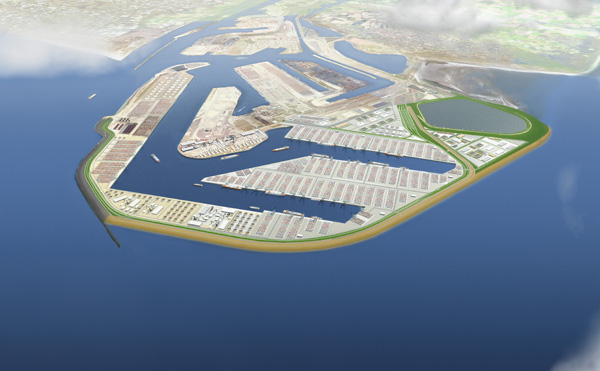
Image de synthèse d'une vue d'avion de l'extension Maasvlakte 2 au premier plan. L'entrée du port se trouve à sa gauche.
(les bassins n'auront pas tout à fait ces formes)

De nouvelles infrastructures permettent d'améliorer les échanges routiers et ferroviaires avec les zones portuaires : le Burgemeester Thomassentunnel (nl) permet à l'autoroute A15 de passer sous le canal Caland depuis 2001 et le Botlekspoortunnel (nl) permet aux trains de passer sous la Vieille Meuse depuis 2006. Ce dernier tunnel permet à une nouvelle ligne ferroviaire, la Betuweroute, de relier Maasvlakte à la frontière allemande depuis 2007. La commune de Rozenburg est annexée par celle de Rotterdam en 2010, le port s'étendant désormais jusqu'au littoral, mais uniquement sur la rive gauche.
Rotterdam, premier port mondial en tonnage depuis 1962, se fait distancer par le port de Singapour dès la toute fin du XXe siècle, puis par celui de Shanghai en 2004, celui de Tianjin en 2011, de Canton et de Qingdao en 2013, se faisant ainsi reléguer à la 6e place, ou à la 8e place (en surévaluant les ports de Ningbo et de Tangshan). Ce déclin relatif est du autant à la forte croissance chinoise qu'à la quasi-stagnation de l'économie européenne.
Pour se maintenir parmi les premiers rangs mondiaux, Rotterdam poursuit son développement. La construction de l'extension Maasvlakte 2 (Tweede Maasvlakte en néerlandais) a débuté en 2008 ; les nouveaux terminaux conteneurs installés sur les terre-pleins ont très partiellement (pour quatre postes à quai) commencés à être opérationnels depuis le 17 avril 2013. En 2011, un terminal méthanier a été rajouté sur Maasvlakte.
|                    | 2000   | 2001    | 2002   | 2003   | 2004   | 2005   | 2006   | 2007   | 2008   | 2009   | 2010   | 2011   | 2012   | 2013   | 2014   |
| Nombre de navires  | 29 769 | 29 269  | 28 909 | 29 377 | 30 694 | 30 778 | 33 059 | 34 872 | 32 169 | 29 200 | 29 802 | 32 738 | 31 789 | 29 449 | 29 022 |
| Millions de tonnes | 322,34 | 314,656 | 321,85 | 328,12 | 352,59 | 370,26 | 381,75 | 409,08 | 421,13 | 386,95 | 430,15 | 434,55 | 441,52 | 440,46 | 444,7  |

## Gestion
La gestion et le développement du port de Rotterdam sont administrés par la société anonyme Havenbedrijf Rotterdam (autorité portuaire de Rotterdam). Cette société emploie environ 1 100 personnes et génère environ 175 000 emplois directs sur la zone portuaire en 2016.

## Trafic
Le port de Rotterdam assure en 2011 à lui-seul 37 % de la masse des échanges de l'ensemble de la Northern Range (le port d'Anvers en représente 16 %, celui de Hambourg 11 %), à raison d'un tiers du total du vrac solide, de la moitié du vrac liquide et d'un quart des conteneurs.

### Nombre de navires
Pendant l'année 2012, le port de Rotterdam a comptabilisé 31 789 entrées de navires venant de la mer (trafic fluvial non compris). Le total était de 33 681 entrées en 2011, dont :
- 7 843 porte-conteneurs (la majorité sont de tailles modestes, s'y rajoutant 1 209 de plus de 5 000 EVP et 364 de plus de 10 000 EVP) ;
- 6 096 chimiquiers (presque tous Handysize/max) ;
- 5 380 cargos divers ;
- 2 110 pétroliers (1 022 Handy-size/max, 124 Panamax, 669 Aframax, 181 Suezmax et 114 VLCC) ;
- 1 880 rouliers ;
- 1 017 vraquiers (480 Handy-size/max, 197 Panamax et 340 Capesize) ;
- 361 ferry ;
- 28 paquebots.

Le trafic fluvial (sur les bras de la Meuse et du Rhin ou sur les canaux) a représenté 95 780 départs vers l'intérieur des terres en 2011.

### Quantité de marchandises
En tonnage, le trafic total en 2012 du port de Rotterdam est de 441,52 millions de tonnes de marchandises, se répartissant à raison de 310,11 millions de tonnes d'importation et 131,41 d'exportation. La répartition du total (imports + exports) par produits est la suivante, :
- 214,213 millions de tonnes de vrac liquide, dont :
  - 98,324 de pétrole brut (importé principalement de Russie, du Royaume-Uni, de Norvège et d'Arabie saoudite) ;
  - 81,814 de produits pétroliers ou pétrochimiques (importés notamment de Russie ; exportés vers Singapour, le Royaume-Uni et les États-Unis) ;
  - 33,515 d'autres liquides tels que des biocarburants ou de l'huile de palme, (importé notamment de Malaisie) ;
  - 0,56 de gaz naturel liquéfié (importé de Norvège) ;
- 125,428 millions de tonnes en conteneurs (dans 11 millions d'EVP, échangés essentiellement avec l'Asie et le reste de l'Europe) ;
- 78,103 millions de tonnes de vrac solide, dont :
  - 32,742 de minerai de fer (importé essentiellement du Brésil, ainsi que du Canada et d'Afrique du Sud ; réexporté partiellement vers l'Allemagne) ;
  - 25,282 de charbon (importé principalement de Colombie, d'Australie, d'Afrique du Sud et des États-Unis) ;
  - 12,029 d'autres solides tels que des minerais ou de la biomasse (venant notamment d'Espagne) ;
  - 8,05 de denrées agricoles tels que des céréales ou des oléagineux (importées principalement d'Argentine, du Brésil et des États-Unis ; exportées au Royaume-Uni) ;
- 17,919 millions de tonnes de véhicules ou à l'intérieur de véhicules (roll on / roll off) ;
- 5,865 millions de tonnes de cargaisons diverses.

En 2010, la répartition de la masse des échanges par grands ensembles géographiques était pour les importations, de 46,6 % avec l'Europe, de 23,2 % avec les Amériques, de 17,4 % avec l'Asie, de 10,5 % avec l'Afrique et de 2,1 % avec l'Océanie ; pour les exportations, de 54,7 % avec l'Europe, de 28,3 % avec l'Asie, de 11 % avec les Amériques, de 5,6 % avec l'Afrique et de 0,2 % avec l'Océanie.

## Infrastructures
L'autorité portuaire de Rotterdam (Havenbedrijf Rotterdam) gère en 2012 une surface de 12 426 hectares (Maasvlakte 2 compris), dont 7 692 terrestres et 4 734 en eau. Y sont aménagés 65 kilomètres de quai, avec 1 500 kilomètres de conduites ; la capacité de stockage des citernes est de 30,6 millions de m3. La production d'énergie est assurée par cinq centrales thermiques (quatre au gaz et une au charbon) ainsi que par 68 turbines éoliennes (la capacité totale de ces dernières est de 126 MW).
Le port de Rotterdam est structuré en plusieurs zones d'installations portuaires s'échelonnant le long de l'embouchure du Rhin (qui porte successivement les noms de Nieuwe Maas, puis de Scheur et de Nieuwe Waterweg, se poursuivant en mer par le Maasgeul). Les plus anciens bassins sont au fond de l'estuaire au niveau du centre-ville, les plus modernes s'étalent en aval jusqu'à l'embouchure. Venant de la mer du Nord et remontant le fleuve vers l'amont, on rencontre essentiellement sur la rive gauche d'abord les terminaux et les darses de Maasvlakte, puis ceux de l’Europoort, du Botlek, de Pernis, de l'Heijplaat et ceux du centre-ville.
| \| Maasvlakte 2 Maasvlakte Europoort Botlek Pernis Heijplaat Centre-ville \| Plan montrant les principales subdivisions du port. |
| Maasvlakte 2 Maasvlakte Europoort Botlek Pernis Heijplaat Centre-ville                                                           |

### Maasvlakte

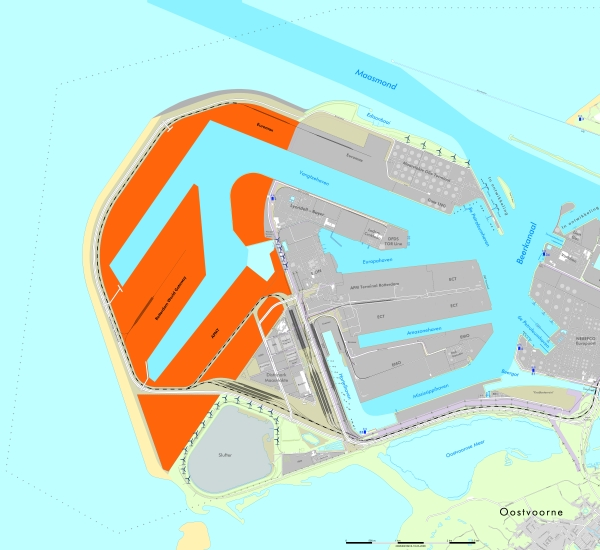
Maasvlakte et son extension : les nouveaux terre-pleins de Maasvlakte 2 sont en orange.

Toute la zone du Maasvlakte (la « plaine de la Meuse ») est construite sur des terre-pleins gagnés essentiellement sur la mer, au sud de l'embouchure, sur la rive gauche. Maasvlakte est séparée de l’Europoort à l'est par le Beerkanaal, sur lequel se branchent quatre darses :
- le Yangtzehaven, bordé au nord par le terminal gazier GATE (Gas Access To Europe, sur le petit Nijlhaven), le huitième terminal pétrolier (Achtste Petroleumhaven), les réservoirs du MOT (Maasvlakte Olie Terminal) et le terminal conteneurs Euromax ;
- l’Europahaven, bordé au sud par le terminal conteneurs APM (A.P. Møller-Mærsk) ;
- l’Amazonehaven, bordé au nord par le terminal conteneurs ECT (Delta Terminal) ;
- le Mississippihaven, bordé au nord par le terminal minéralier EMO (Europees Massagoed- Overslagbedrijf) et se poursuivant par le Hartelhaven qui sert de bassin fluvial (connecté au canal Hartel).

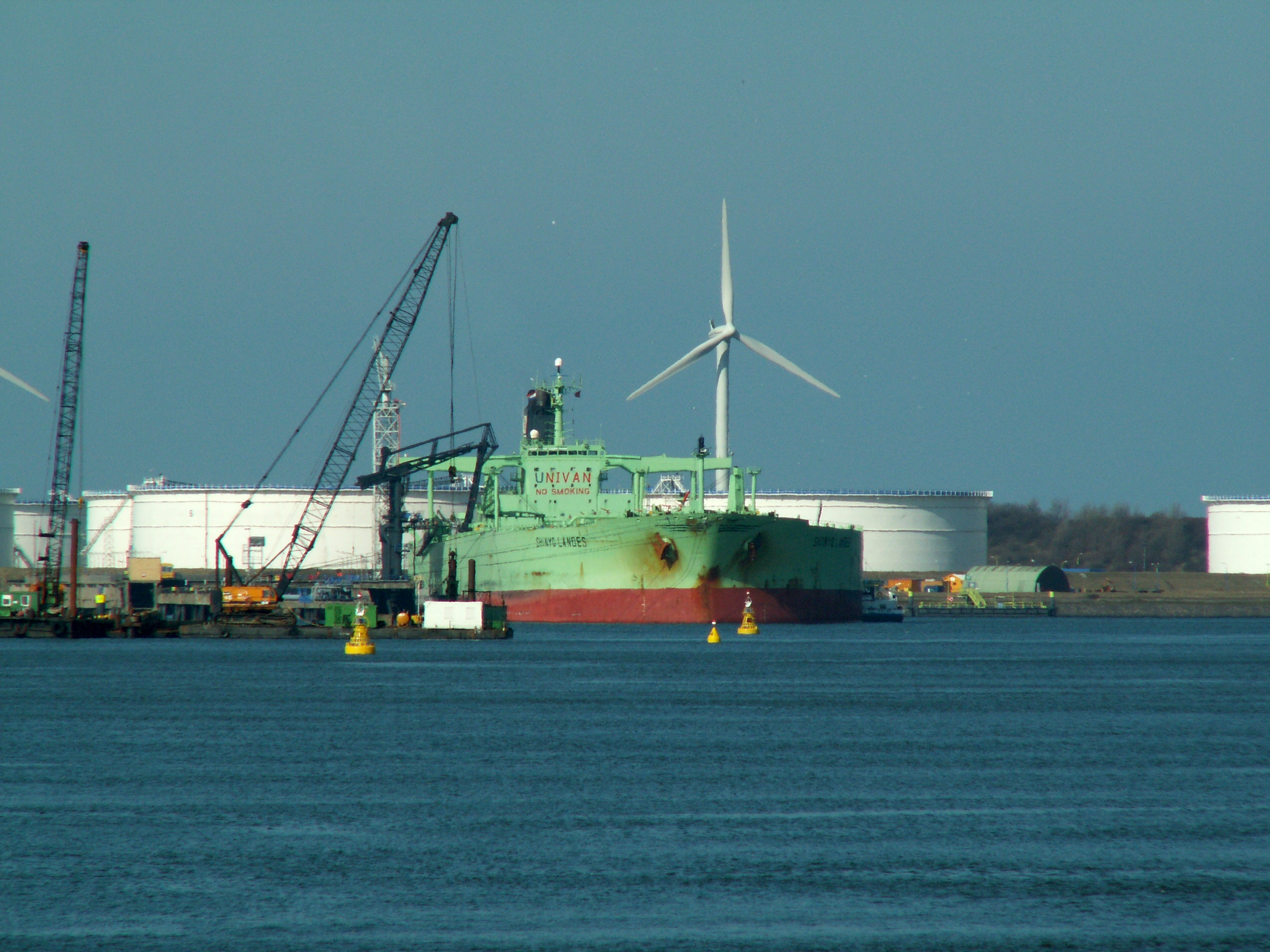
Le pétrolier Shinyo Landes (332 × 58 m, 306 474 DWT) au Achtste Petroleumhaven en 2006.
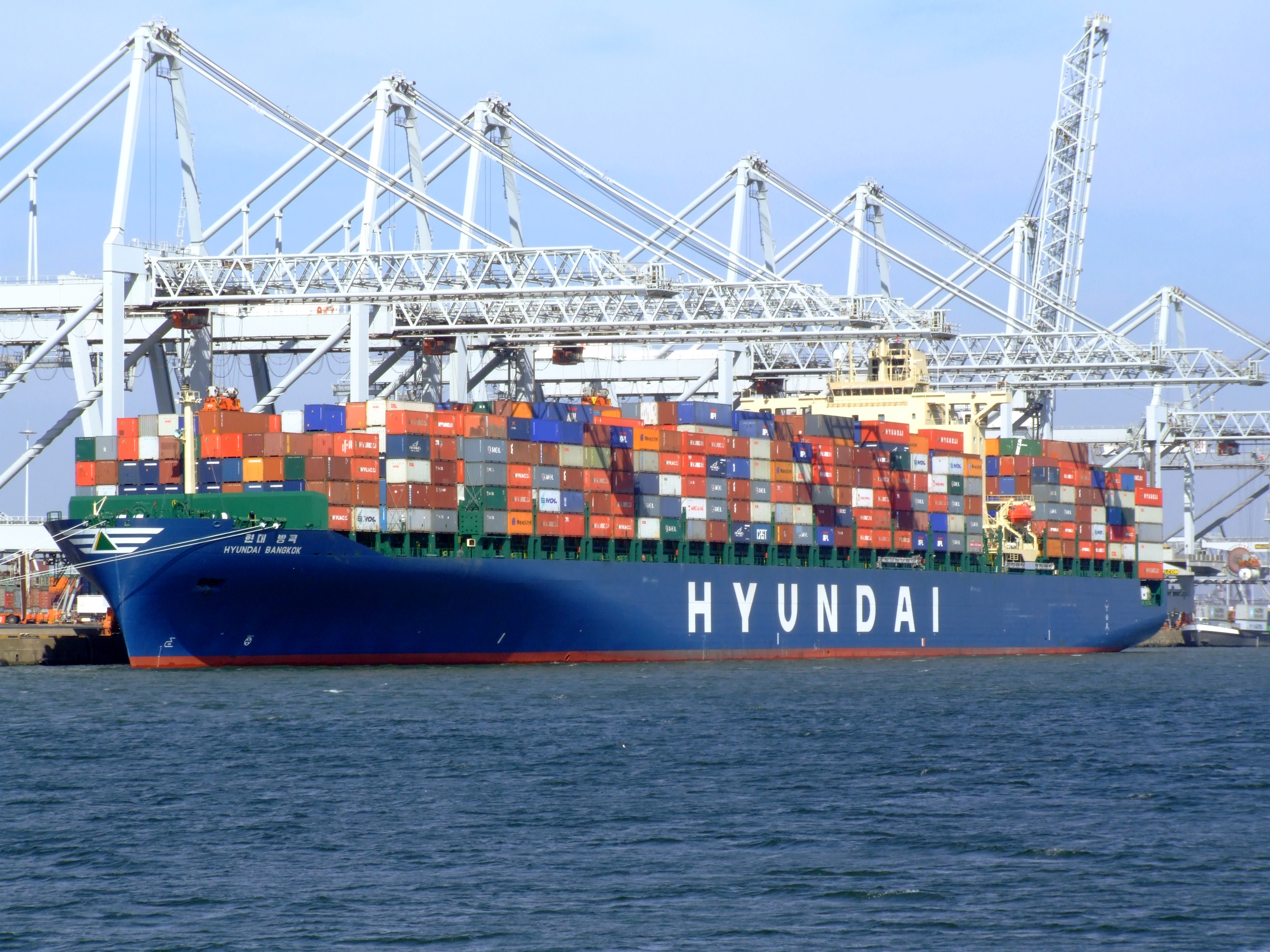
Le porte-conteneurs Hyundai Bankok (303 × 40 m, 6 800 EVP) à quai du terminal conteneur sur l’Amazonehaven en 2007.
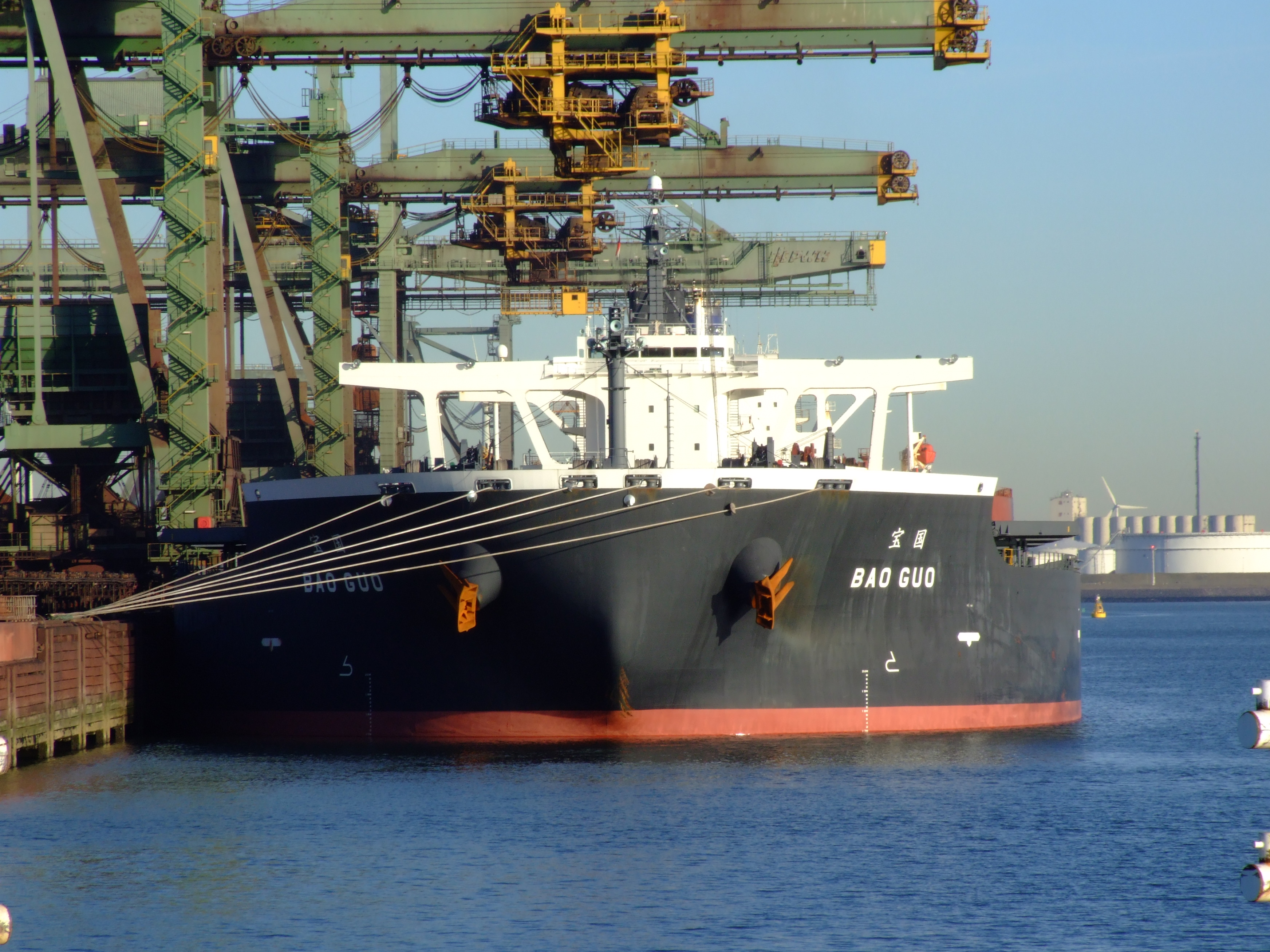
Le minéralier Bao Guo (300 × 50 m, 208 014 DWT) en train d'être déchargé au EMO en 2009.
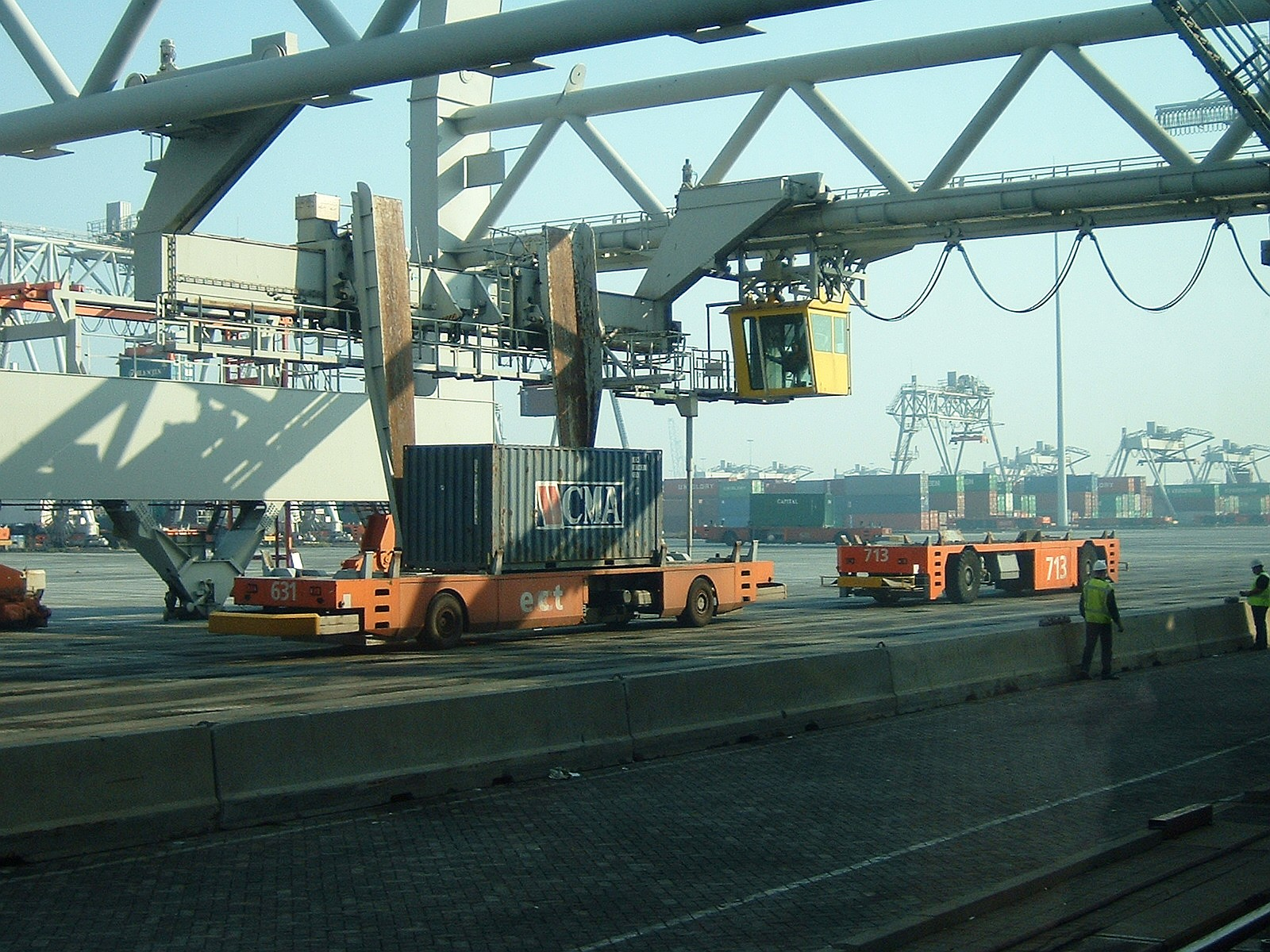
Conteneur chargé sur un véhicule à guidage automatique dans le terminal ECT de Maasvlakte.

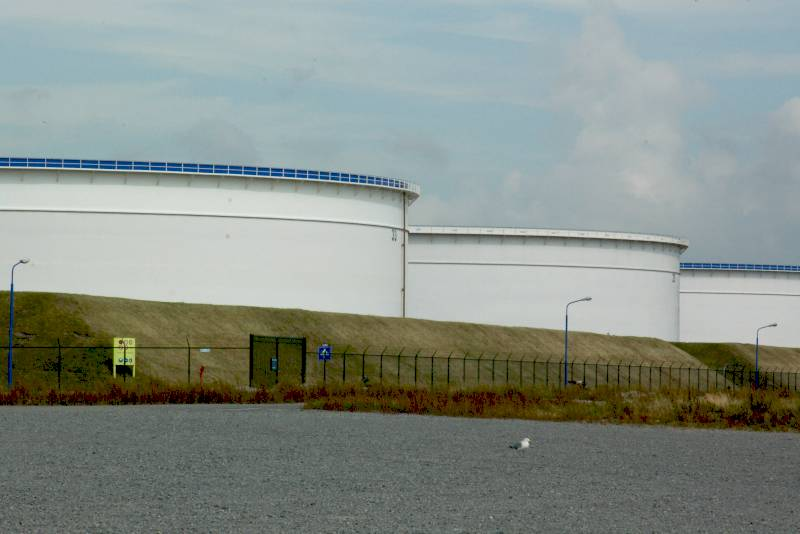
Les réservoirs du MOT, le principal terminal pétrolier de Rotterdam.

Les terminaux de Maasvlakte sont en eaux profondes (16 mètres pour les terminaux conteneurs, 22 mètres pour le terminal pétrolier, capable d'accueillir les ULCC) et servent à l'accueil des plus grands navires trans-océaniques, dont la cargaison repart immédiatement soit vers l'intérieur des terres dans des conduites (oléoducs et gazoducs), sur des barges, des wagons ou des camions, soit vers d'autres ports européens après transbordement sur des navires plus petits (les feeders, « nourrissiers », selon la logique hub and spoke, « moyeu et rayons »). Pour faire d'importantes économies d'échelle, les volumes sont importants : 42 millions de tonnes de charbon et de minerai de fer transitent par l'EMO (soit 140 000 tonnes par jour), 40 à 45 millions de tonnes de pétrole brut passent par le MOT et la majeure part du trafic conteneurs du port (plus de dix millions d'EVP) passe par Maasvlakte.
Une extension est en construction encore plus loin vers le large : Maasvlakte 2. Au nord-est, sur la rive droite au Hoek van Holland, se trouve le Berghaven qui comprend une station de sauvetage.

### Europoort

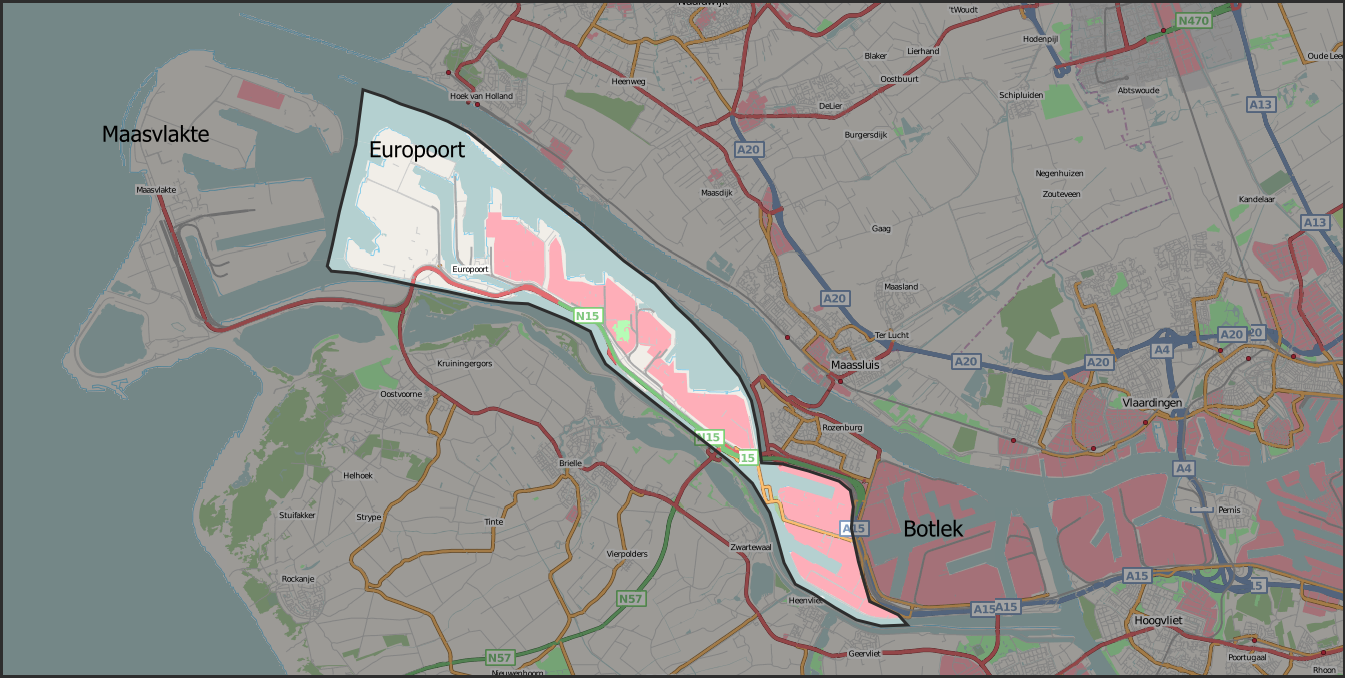
L'Europoort, vaste zone industrialo-portuaire principalement consacrée au raffinage du pétrole.

L’Europoort (la « porte de l'Europe ») est la zone comprise entre le Beerkanaal à l'ouest, le canal Caland au nord-est et le canal Hartel au sud. Cette île est essentiellement consacrée au stockage et au raffinage du pétrole, avec les raffineries BP (capacité de 400 000 barils par jour), K8 (80 000 barils par jour) et Koch (62 000 barils par jour) ainsi que le dépôt de la Vopak, qui peuvent être approvisionnés par les septième, sixième, cinquième et quatrième terminaux pétroliers (Zevende, Zesde, Vijfde en Vierde Petroleumhaven). De l’Europoort partent des oléoducs approvisionnant les raffineries de Flessingue (Total-Lukoil), d'Anvers (ExxonMobil ainsi que Total), de Gelsenkirchen (Rhur Oil BP-Rosneft) et de Cologne (Shell Rheinland Werk Godorf).
À l'extrémité nord-ouest de l’Europoort se trouve le terminal minéralier EECV (Ertsoverslagbedrijf Europoort C.V., une filiale de ThyssenKrupp) avec son quai de 24 mètres de profondeur : il est le seul port européen capable d'accueillir le Berge Stahl (un des plus gros minéraliers du monde, apportant le minerai de fer brésilien). Les 82 hectares de stockage du terminal servent au transit de 30 millions de tonnes de charbon et de minerai de fer par an, approvisionnant les centrales thermiques et les hauts-fourneaux de toute la vallée du Rhin et de ses affluents (Moselle, Sarre, etc.).
En complément s'y rajoutent des usines chimiques, un terminal ferry (P&O Ferries et Stena Line, assurant des liaisons avec Hull et Harwich en Angleterre), quelques terminaux rouliers et des entrepôts (les darses Britanniëhaven et Seinehaven sont spécialisées dans la logistique et les échanges de véhicules).

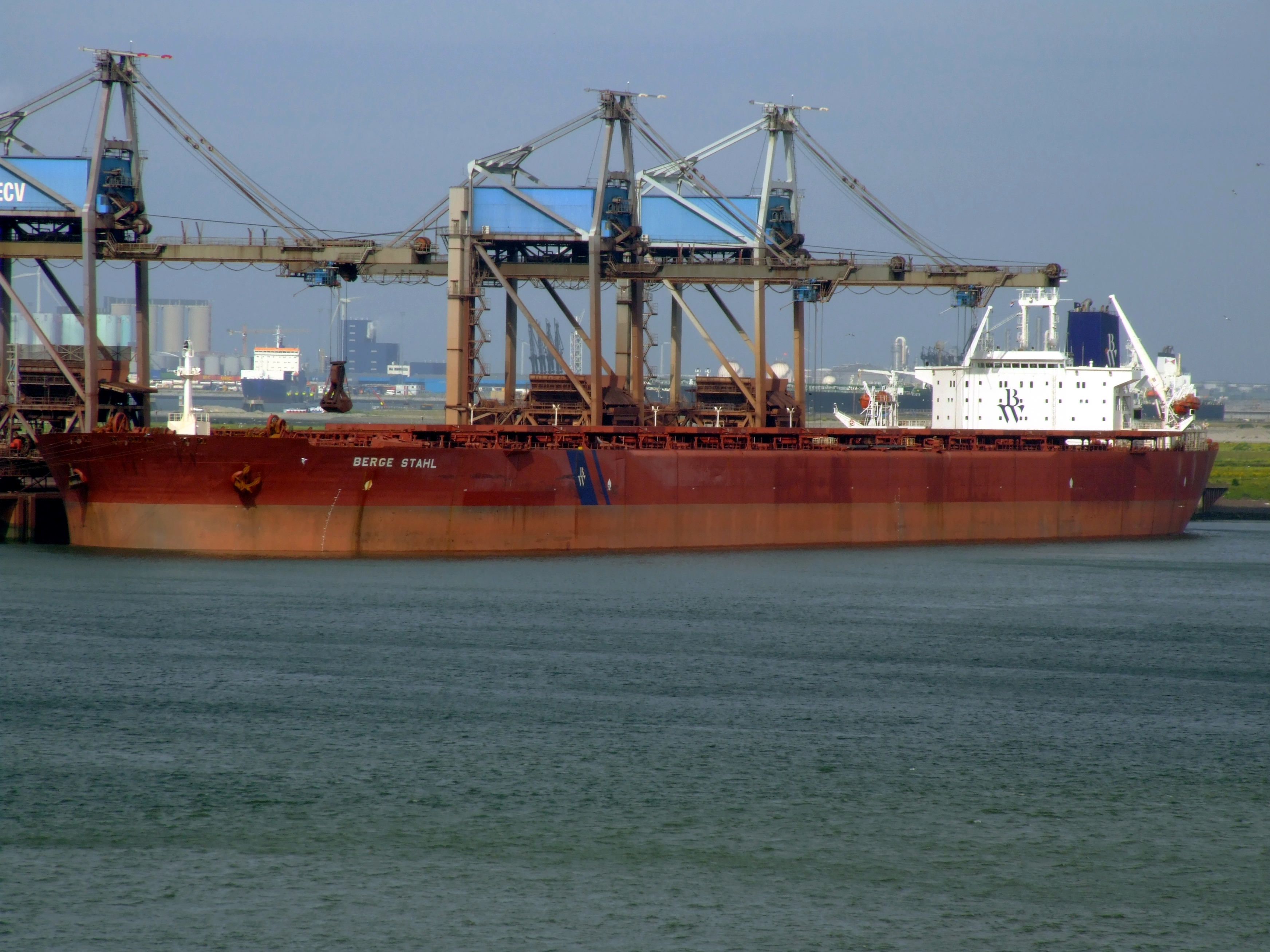
Le minéralier Berge Stahl (342 × 63 m, 364 767 DWT) en plein déchargement au terminal EECV.
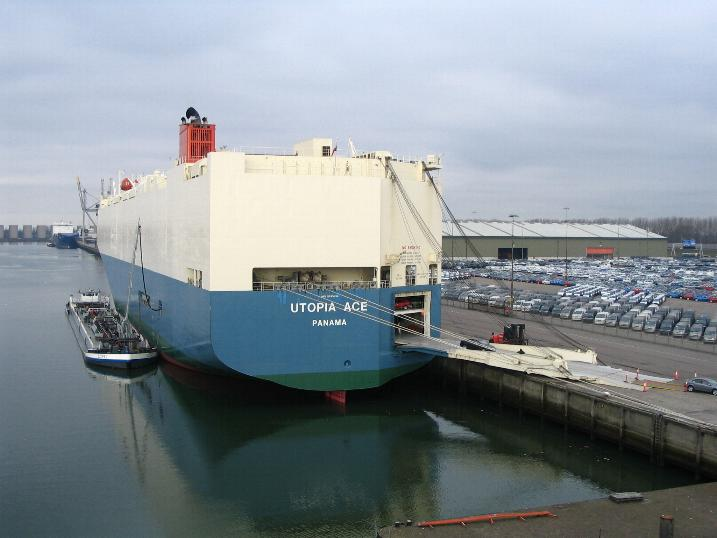
Le roulier Utopia Ace (200 × 32 m) faisant le plein de carburant (grâce à la péniche à couple) et de véhicules au Londenhaven.
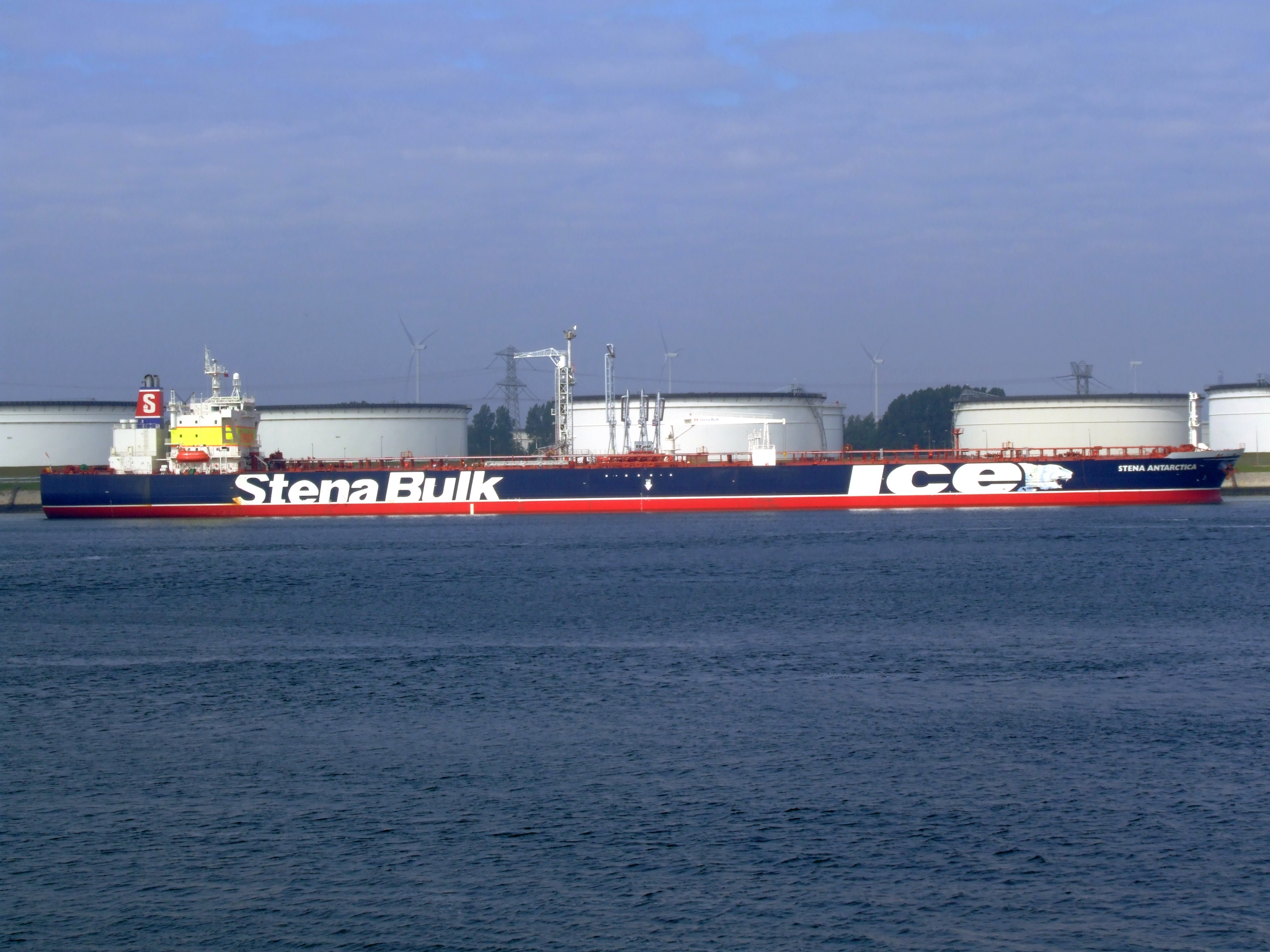
Le pétrolier Stena Antarctica (249 × 44 m, 114 849 DWT) à quai dans le Vijfde Petroleumhaven en 2007.
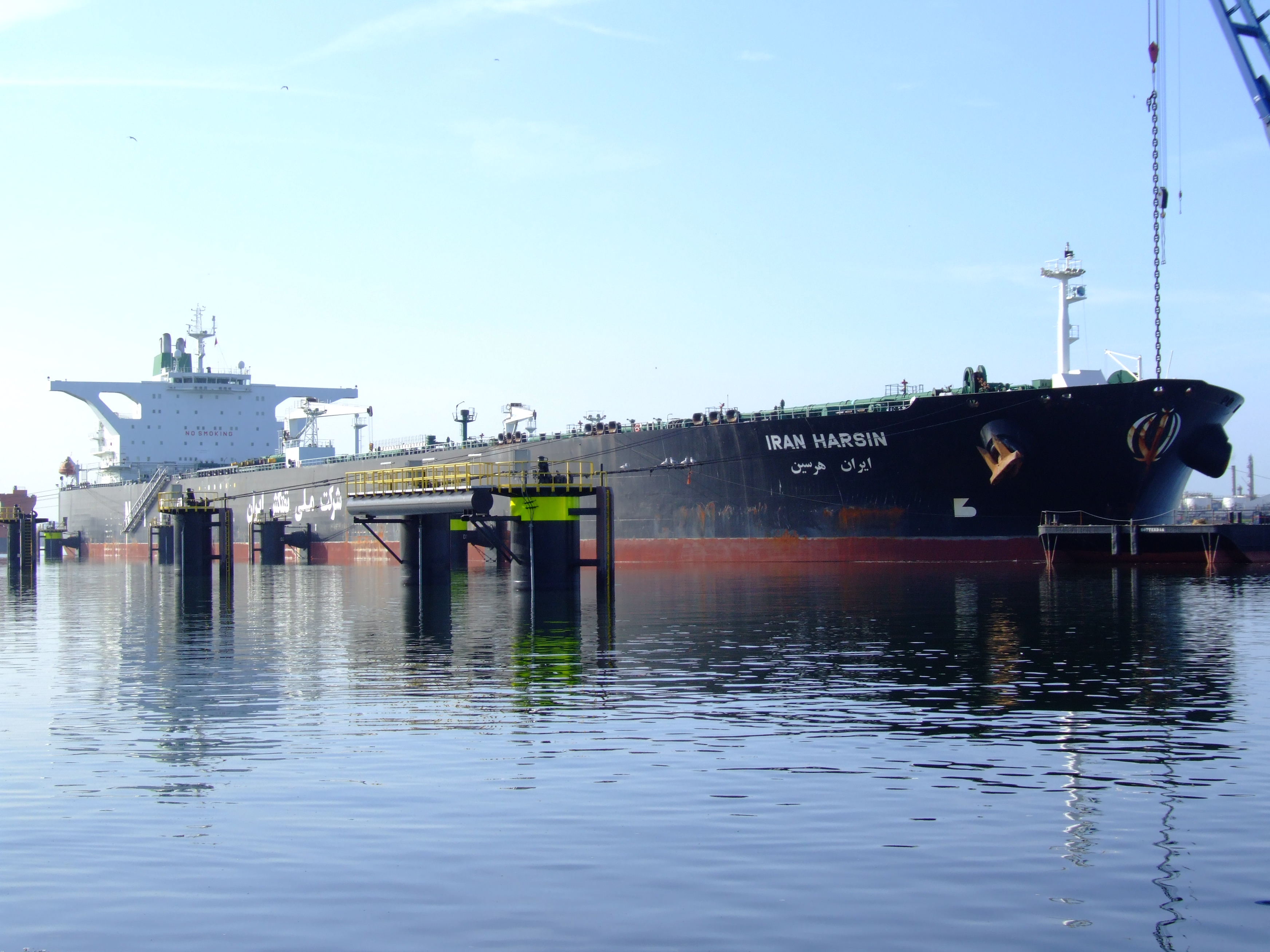
Le pétrolier Iran Harsin (333 × 58 m, 299 229 DWT) à quai dans le canal Caland en 2007.

### Botlek

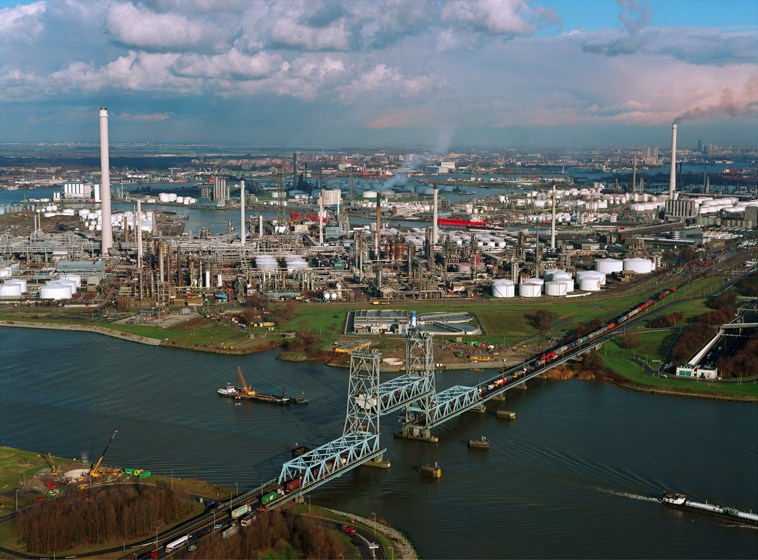
Le Botlekbrug au premier plan et la zone industrielle du Botlek au deuxième plan.

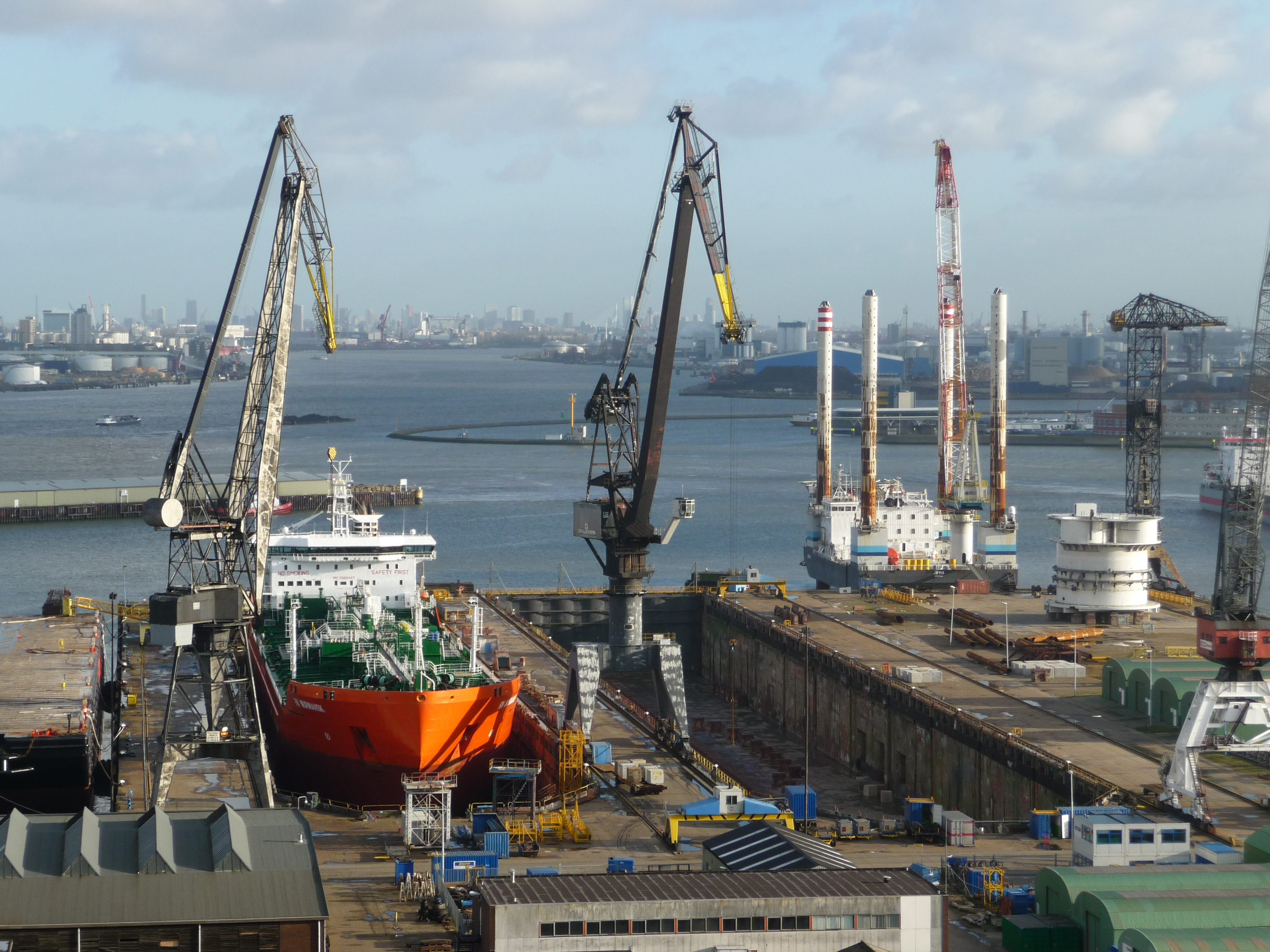
Les formes de radoub 5 et 6 des chantiers Keppel Verolme (avec le pétrolier RN Murmansk en réparation et une plate-forme à quai).

Botlek est la partie du port à l'est de l’Europoort et de Rozenburg, compris entre le canal Caland au nord, la Vieille Meuse à l'est et le canal Hartel au sud. Deux grandes darses structurent la zone :
- le troisième terminal pétrolier (Derde Petroleumhaven) au sud-est, bordé par la raffinerie ExxonMobil (marque Esso, capacité de 195 000 barils par jour)[14] ;
- le Botlek lui-même au nord-ouest, desservant les darses Chemiehaven (consacrée à la pétrochimie), Tweede Werkhaven et Eerste Werkhaven (construction et réparation navales aux chantiers Keppel Verolme (nl), spécialisés notamment dans les plates-formes offshore).

### Pernis
La zone industrialo-portuaire de Pernis désigne les installations sur la rive gauche entre la Vieille Meuse et la petite agglomération de Pernis. La zone est organisée autour de deux darses, celles du premier et du deuxième terminaux pétroliers (Eerste en Tweede Petroleumhaven), qui sont bordées par la raffinerie Shell (416 000 barils par jour) et les usines pétrochimiques Shell Chemie.
En face, sur la rive droite, les communes de Flardingue et de Schiedam sont équipées de quelques bassins plus modestes bordés par des usines chimiques.

### Heijplaat
Sur la rive gauche entre Pernis et le centre-ville de Rotterdam, le petit quartier de Heijplaat (nl) est entouré par les installations portuaires :
- l’Eemhaven à l'ouest, comprenant des terminaux pour petits porte-conteneurs (ECT City Terminal, Rotterdam Shortsea Terminals et United Container Terminals) ;
- le port du Waal à l'est, accueillant des petits cargos et des conteneurs, bordé par des zones logistiques ;
- le Dokhaven au nord, bordé par les anciens chantiers RDM (Rotterdamse Droogdok Maatschappij, dont une partie sert de parc, une autre abrite une école depuis 2009 (RDM Campus) et une dernière va servir à la construction de yachts (inauguration prévue en 2014)[16].

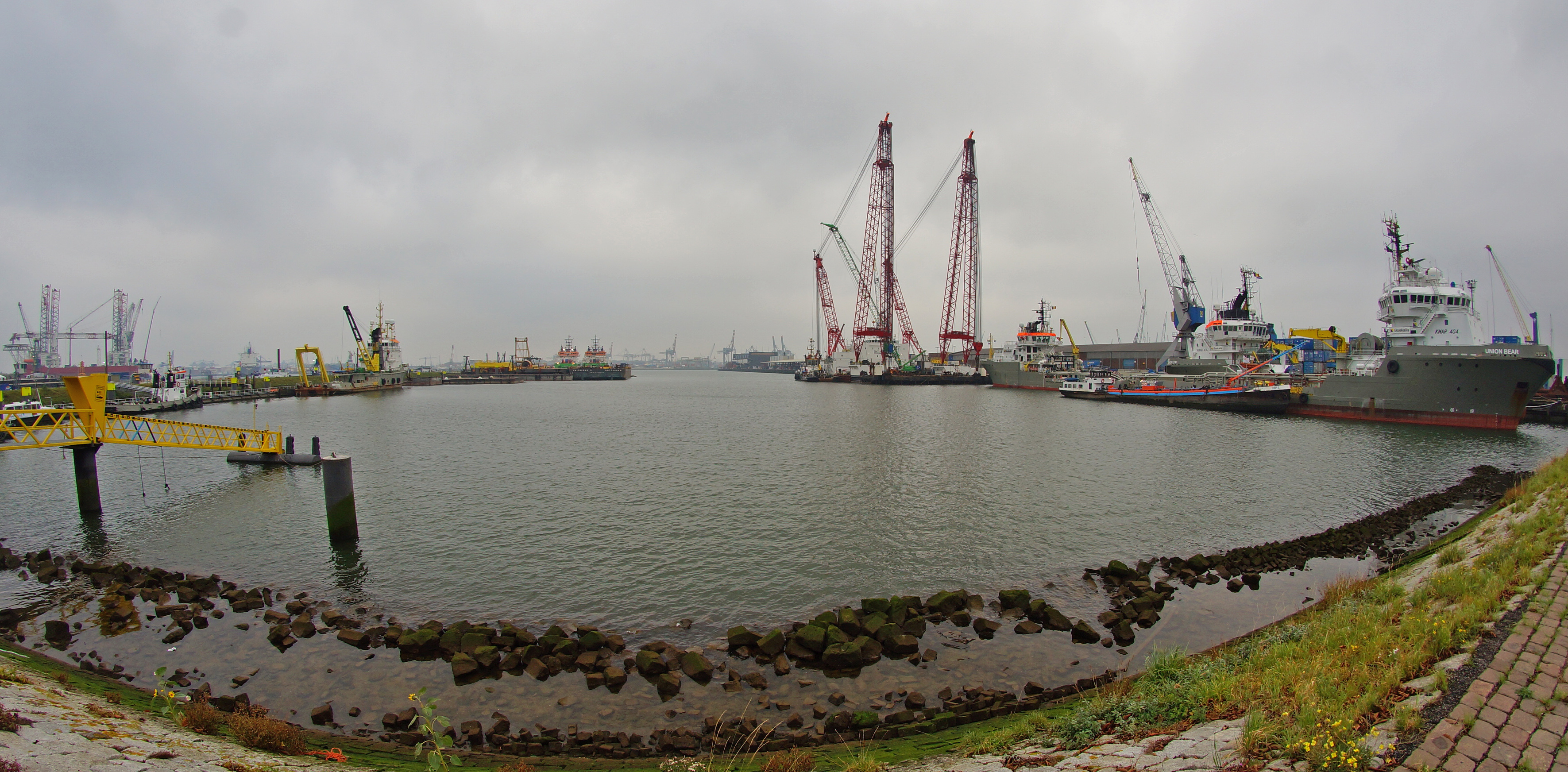
Le terminal conteneur ECT dans le port du Waal.
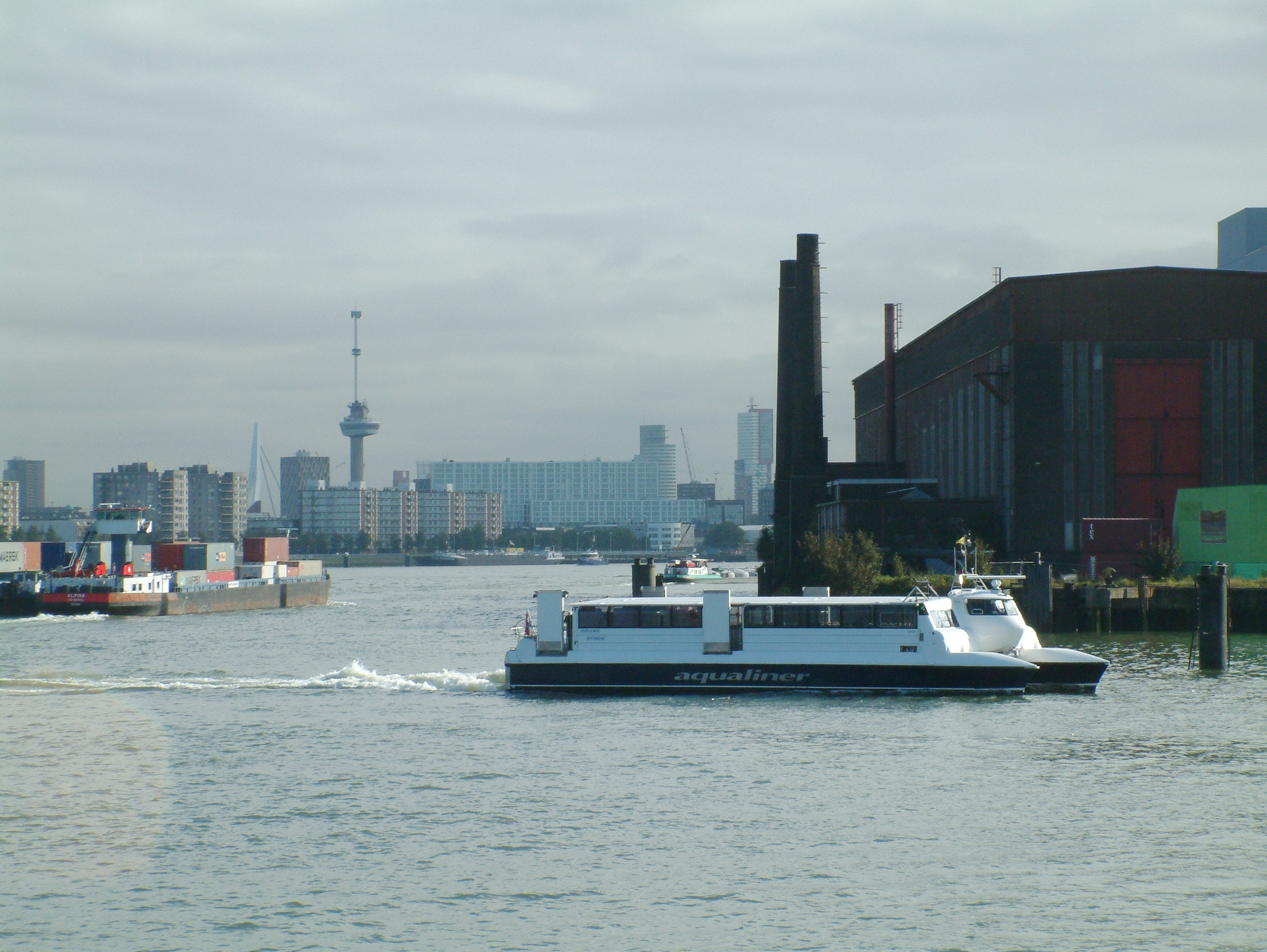
Catamaran « Aqualiner » assurant la traversée au départ de Heijplaat.
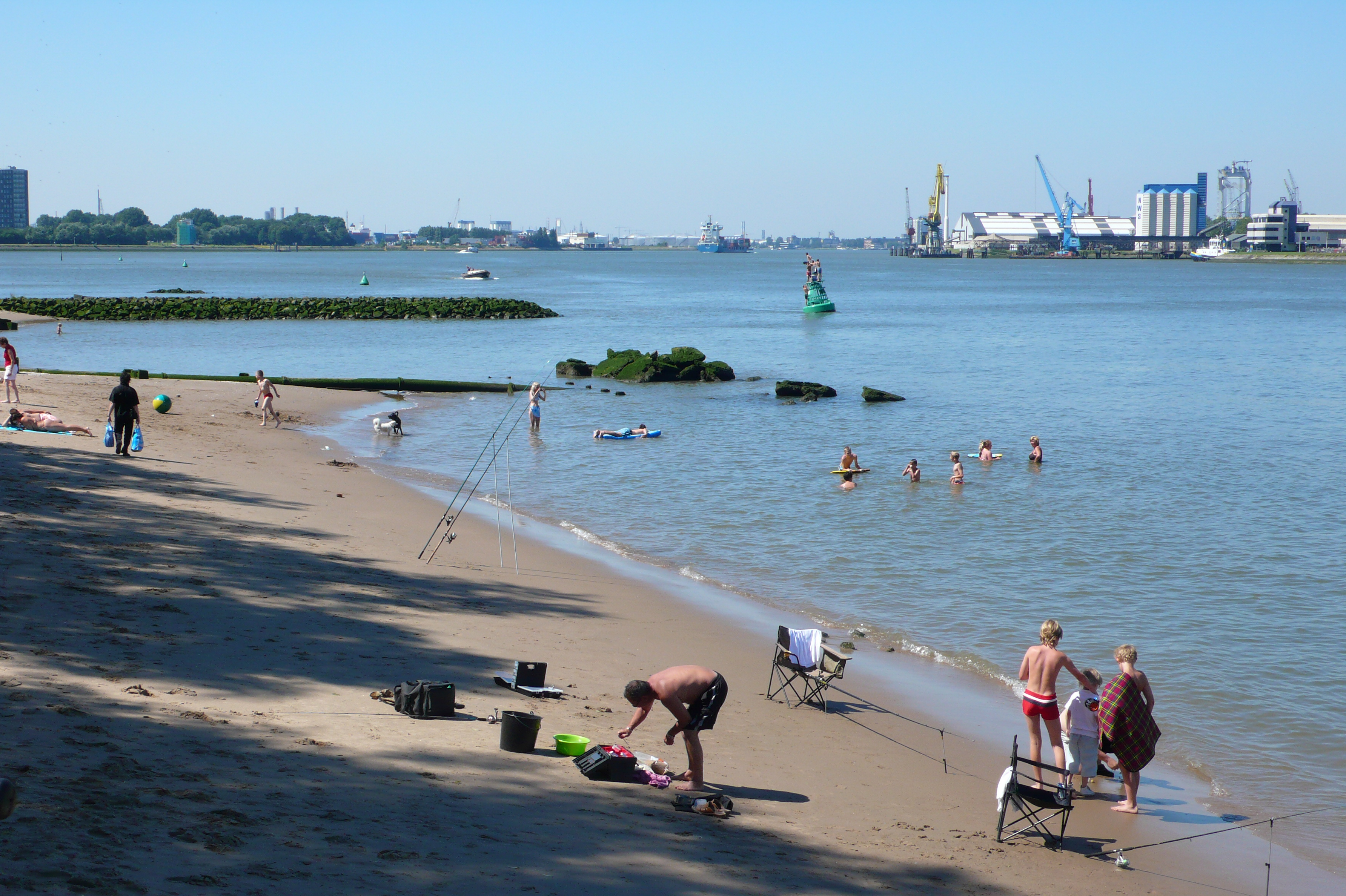
La plage de Heijplaat.

Sur la rive droite, dans le quartier rotterdamois de Nieuw-Mathenesse (nl), les bassins de Merwehaven et d’IJselhaven sont spécialisés dans l'importation de fruits exotiques et de jus concentrés (notamment dans l’European Juice Terminal : orange, banane, etc.).

### Centre-ville

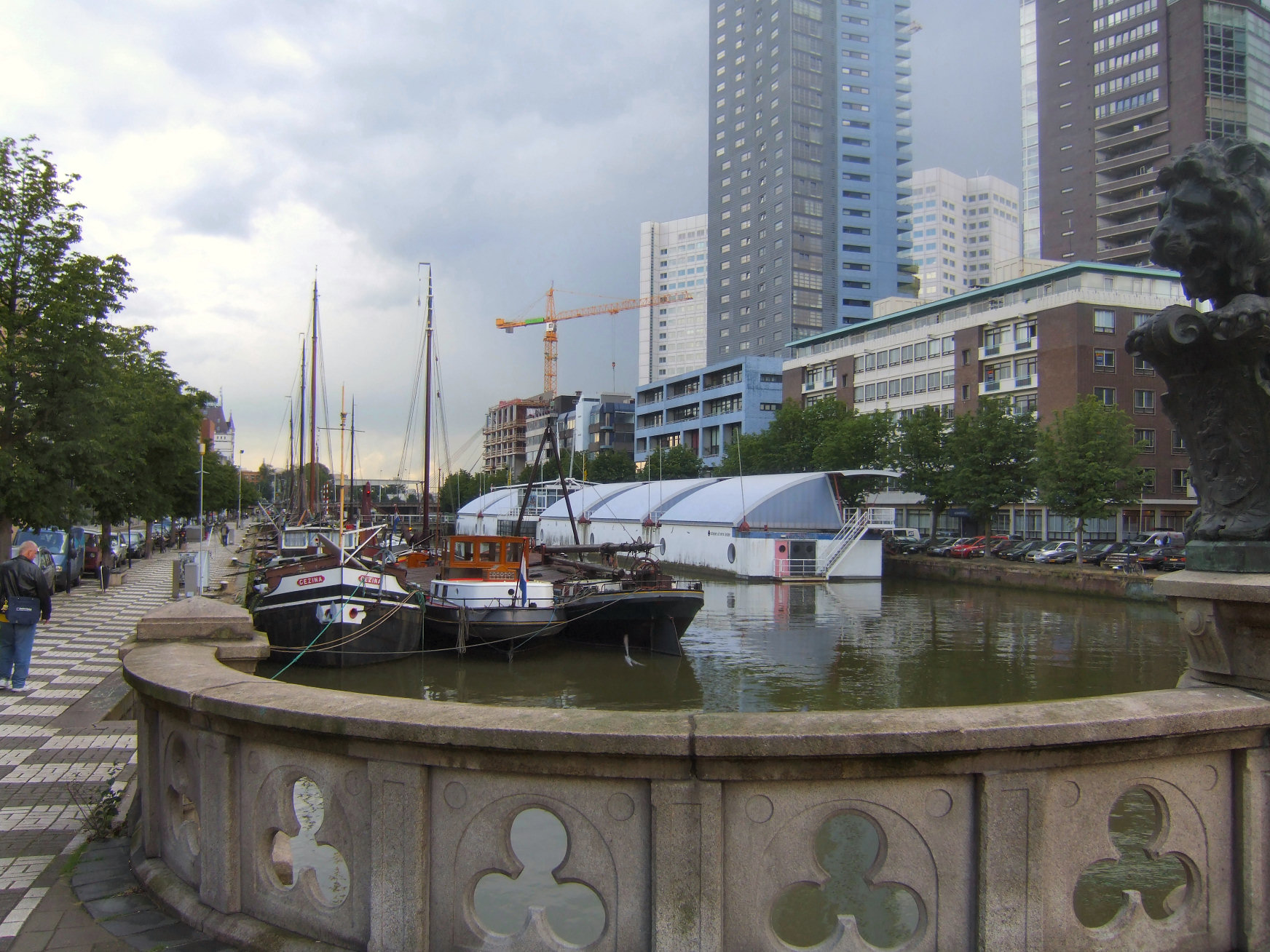
Le Wijnhaven en 2007.

Les installations portuaires du centre-ville de Rotterdam ne servent plus au déchargement de navires depuis la fin du XXe siècle, car trop éloignées de l'embouchure, manquant de tirant d'eau et d'espace. Les petits bassins sont désormais utilisés pour amarrer les navires de plaisance et les quelques habitations aménagés sur des péniches ou des barges. Immédiatement en aval du pont Érasme, le terminal passagers (Cruise Terminal Rotterdam) existe toujours ; au fond du Leuvehaven se trouve le Maritiem Museum.
Les espaces libérés par la destruction des vieux entrepôts sont réhabilités par la construction de plusieurs gratte-ciels, abritant des bureaux mais aussi de nombreux logements, sur la rive gauche autour du Wilhelminapier dans le quartier Kop van Zuid (tours : Maastoren, De Rotterdam, New Orleans, World Port Center et Montevideo et sur la rive droite autour du Stadsdriehoek (tours : De Coopvaert, Waterstadtoren et The Red Apple).

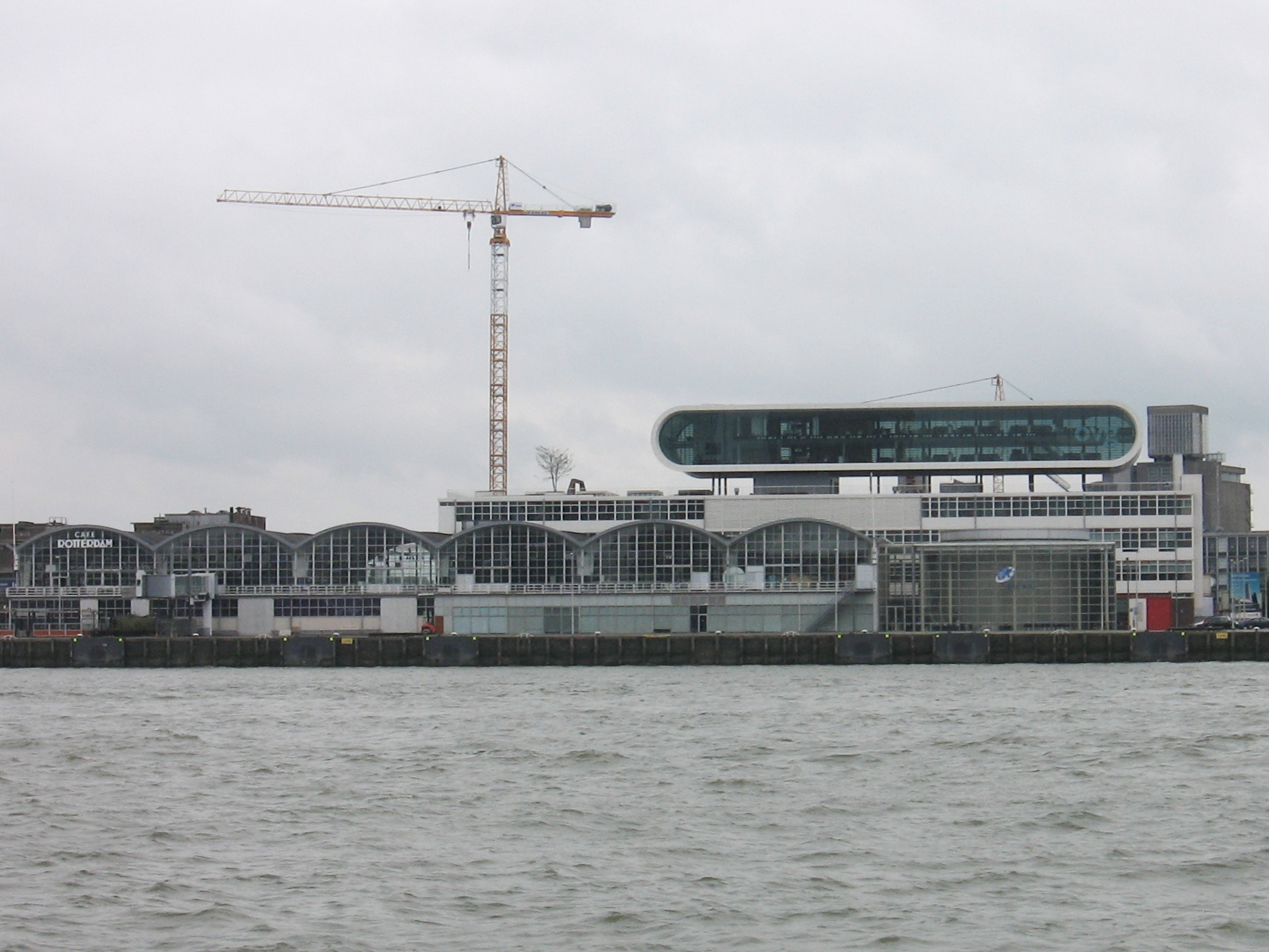
Le Cruise Terminal Rotterdam en août 2008.
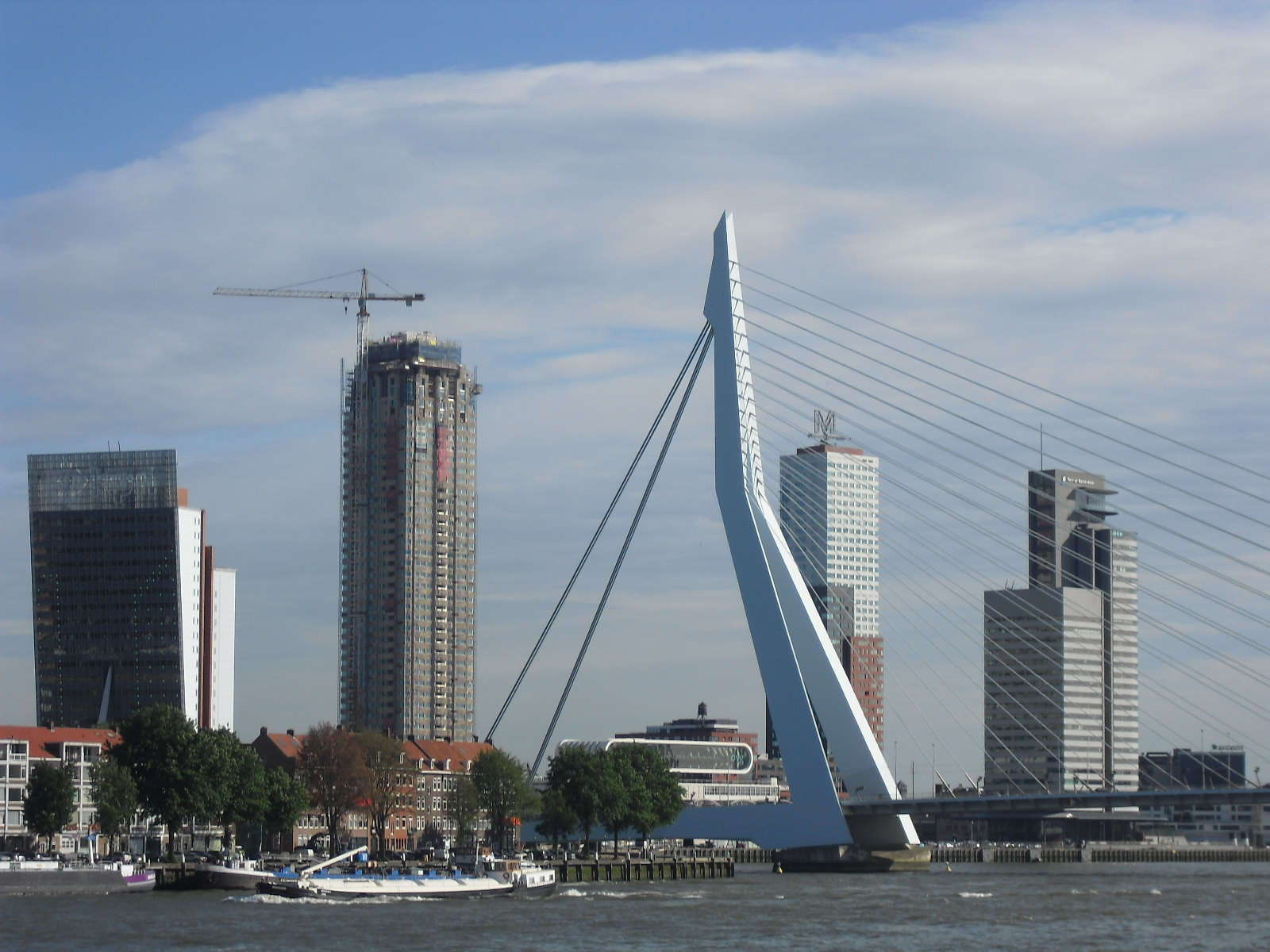
Les tours du Wilhelminapier, derrière l’Erasmusbrug en 2010.
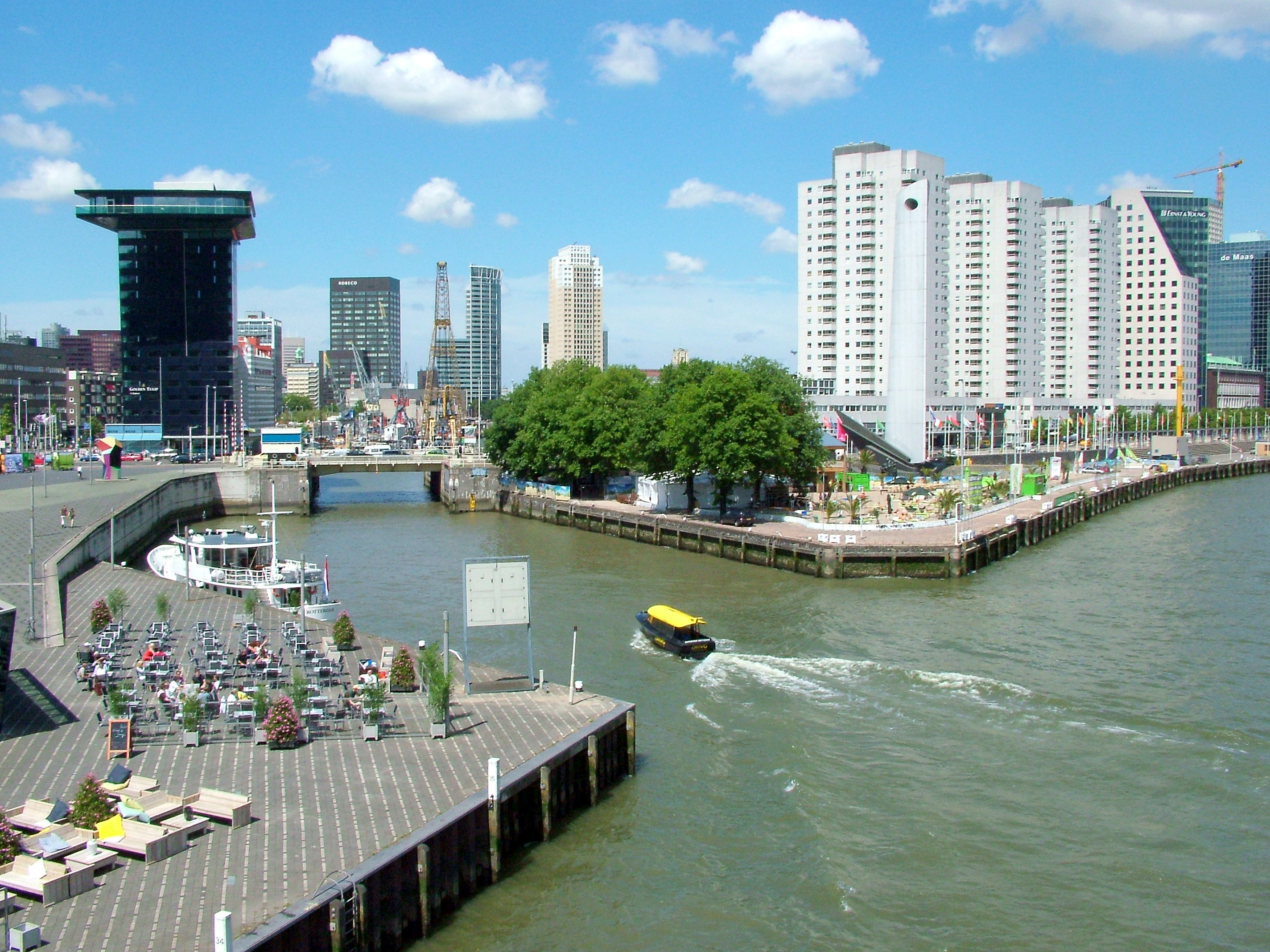
L'entrée du Leuvehaven, dans le quartier du Stadsdriehoek.